# 트리니티 (핵 실험)
트리니티(영어: Trinity)는 미국 육군이 맨해튼 계획의 일환으로 1945년 7월 16일 오전 5시 29분(산악 전시 (11:29:21 GMT)에 수행한 최초의 핵무기 폭발 실험이다. 이 실험은 내폭형 플루토늄 폭탄인 "가젯"을 시험한 것으로, 이는 1945년 8월 9일 일본 나가사키 상공에서 폭발된 팻 맨 폭탄과 동일한 설계였다. 복잡한 팻 맨 설계가 제대로 작동할지에 대한 우려로 인해 최초의 핵 실험을 실시하기로 결정되었다. "트리니티"라는 코드명은 로스앨러모스 연구소 소장인 J. 로버트 오펜하이머가 부여했으며, 이 이름은 존 던의 시에서 영감을 받았을 가능성이 있다.
케네스 베인브리지가 기획하고 지휘한 이 실험은 뉴멕시코주 소코로에서 남동쪽으로 35 마일 (56 km) 떨어진 호르나다 델 무에르토 사막에서 수행되었다. 이곳은 원래 앨러머고도 폭격 및 사격장이었으나, 실험 직전에 화이트샌즈 미사일 실험장으로 이름이 변경되었다. 원래 바로 근처에 있던 유일한 건물은 맥도날드 목장 주택과 그 부속 건물이었는데, 과학자들은 이곳을 폭탄 부품 시험을 위한 실험실로 사용했다.
불발에 대한 우려로 플루토늄을 회수할 수 있도록 강철 격납 용기 "점보"가 건설되었지만, 실제 실험에서는 사용되지 않았다. 1945년 5월 7일에는 예행 연습이 진행되었는데, 이때 방사성 동위원소가 첨가된 108 쇼트톤 (98 t)의 고폭탄이 폭발되었다.
트리니티 실험 주말에는 425명이 참석했다. 베인브리지와 오펜하이머 외에도 버니바 부시, 제임스 채드윅, 제임스 브라이언트 코넌트, 토머스 패럴 (장군), 엔리코 페르미, 한스 베테, 리처드 파인만, 이지도어 아이작 라비, 레슬리 그로브스, 프랑크 오펜하이머, 제프리 테일러, 리처드 톨먼, 에드워드 텔러, 존 폰 노이만이 참관했다. 트리니티 폭탄은 25 TNT 킬로톤 (100 TJ) ± 2 TNT 킬로톤 (8.4 TJ)의 폭발 에너지를 방출했으며, 거대한 낙진 구름을 형성했다. 수천 명의 사람들이 이후 실험에서 허용될 기준보다 더 가까운 곳에 살았지만, 실험 전후로 인근 주민들은 아무도 대피하지 않았다.
이 실험장은 1965년에 미국 국립역사기념물 지구로 지정되었고, 이듬해에는 미국 국립사적지에 등재되었다.

## 배경
핵무기의 개발은 1930년대의 과학적, 정치적 발전에서 비롯되었다. 이 시기에는 핵분열의 존재를 포함하여 원자의 본질에 대한 많은 새로운 발견들이 이루어졌다. 유럽에서 파시스트 정부들이 동시에 부상하면서, 특히 나치 독일과 다른 파시스트 국가들에서 온 과학자들 사이에서는 독일 핵무기 계획에 대한 두려움이 커졌다. 그들의 계산에 따르면 핵무기가 이론적으로 가능하다는 것이 밝혀지자, 영국과 미국 정부는 핵무기 개발에 전력을 다하는 노력을 지지했다.
이러한 노력은 1942년 6월 미국 육군의 권한으로 이관되어 맨해튼 계획이 되었다. 준장 레슬리 그로브스가 9월에 총책임자로 임명되었다. 이 프로젝트의 무기 개발 부분은 물리학자 J. 로버트 오펜하이머의 지휘 아래 뉴멕시코 북부의 로스앨러모스 연구소에 위치했다. 시카고 대학교, 컬럼비아 대학교, 캘리포니아 대학교 버클리의 방사선 연구소는 다른 개발 작업을 수행했다.
맨해튼 계획 과학자들은 폭탄에 잠재적으로 사용될 수 있는 두 가지 핵분열성 동위원소인 우라늄-235와 플루토늄-239를 확인했다. 우라늄-235는 리틀 보이 폭탄 설계의 기반이 되었으며, 이는 히로시마 원폭 투하에서 처음으로 (사전 시험 없이) 사용되었다. 트리니티 시험에 사용되고 결국 나가사키에 사용된 (팻 맨) 설계는 플루토늄을 기반으로 했다. 플루토늄-239를 기반으로 하는 무기에 대해 고려된 원래 설계는 씬 맨이었는데, 이는 (리틀 보이 우라늄 폭탄과 마찬가지로) 두 개의 임계 미만 핵분열성 물질 덩어리를 빠르게 합쳐 하나의 임계 질량을 형성하는 방식이었다.
플루토늄은 복잡한 특성을 가진 인공 원소로, 1944년까지는 매우 순수한 마이크로그램 양으로만 사이클로트론에서 생산되었기 때문에 초기에는 거의 알려지지 않았다. 반면 무기에는 원자로에서 생성된 킬로그램 단위의 양이 필요했다. 1944년 4월, 로스앨러모스 물리학자 에밀리오 지노 세그레는 클린턴 엔지니어 웍스의 X-10 흑연 원자로에서 생산된 플루토늄이 불순물로 플루토늄-240을 포함하고 있음을 발견했다. 플루토늄-240은 플루토늄-239보다 수천 배 빠르게 자발 핵분열을 겪으며, 이때 방출되는 추가적인 중성자들로 인해 포신형 핵분열 무기의 플루토늄이 임계 질량이 형성된 직후 너무 빨리 폭발하여 "불발"—완전한 폭발보다 훨씬 작은 핵폭발—을 일으킬 가능성이 높았다. 따라서 씬 맨 설계는 작동하지 않을 것이었다.
프로젝트 과학자들은 더 기술적으로 어려운 내폭형 설계로 전환했다. 1943년 9월, 수학자 존 폰 노이만은 핵분열성 "핵(core)"을 서로 다른 속도의 충격파를 생성하는 두 가지 고폭약으로 둘러싸는 것을 제안했다. 더 빠르게 타는 폭약과 더 느리게 타는 폭약을 신중하게 계산된 배열로 번갈아 배치하면 동시 폭발 시 압축파가 생성된다. 이른바 "폭발 렌즈"는 충격파를 내부로 충분한 힘으로 집중시켜 고체 플루토늄 핵을 원래 밀도의 몇 배로 빠르게 압축한다. 밀도 증가는 이전에 임계 미만이었던 핵이 임계 초과 상태가 되게 한다. 동시에, 충격파는 핵 중앙의 작은 중성자원을 활성화하여 압축 순간에 연쇄 반응이 실제로 즉시 시작되도록 보장했다. 이러한 복잡한 설계는 공학과 유체역학에서 상당한 연구와 실험을 요구했으며, 1944년 8월 로스앨러모스 연구소 전체가 이 작업에 집중하도록 재편되었다.

## 준비

### 결정

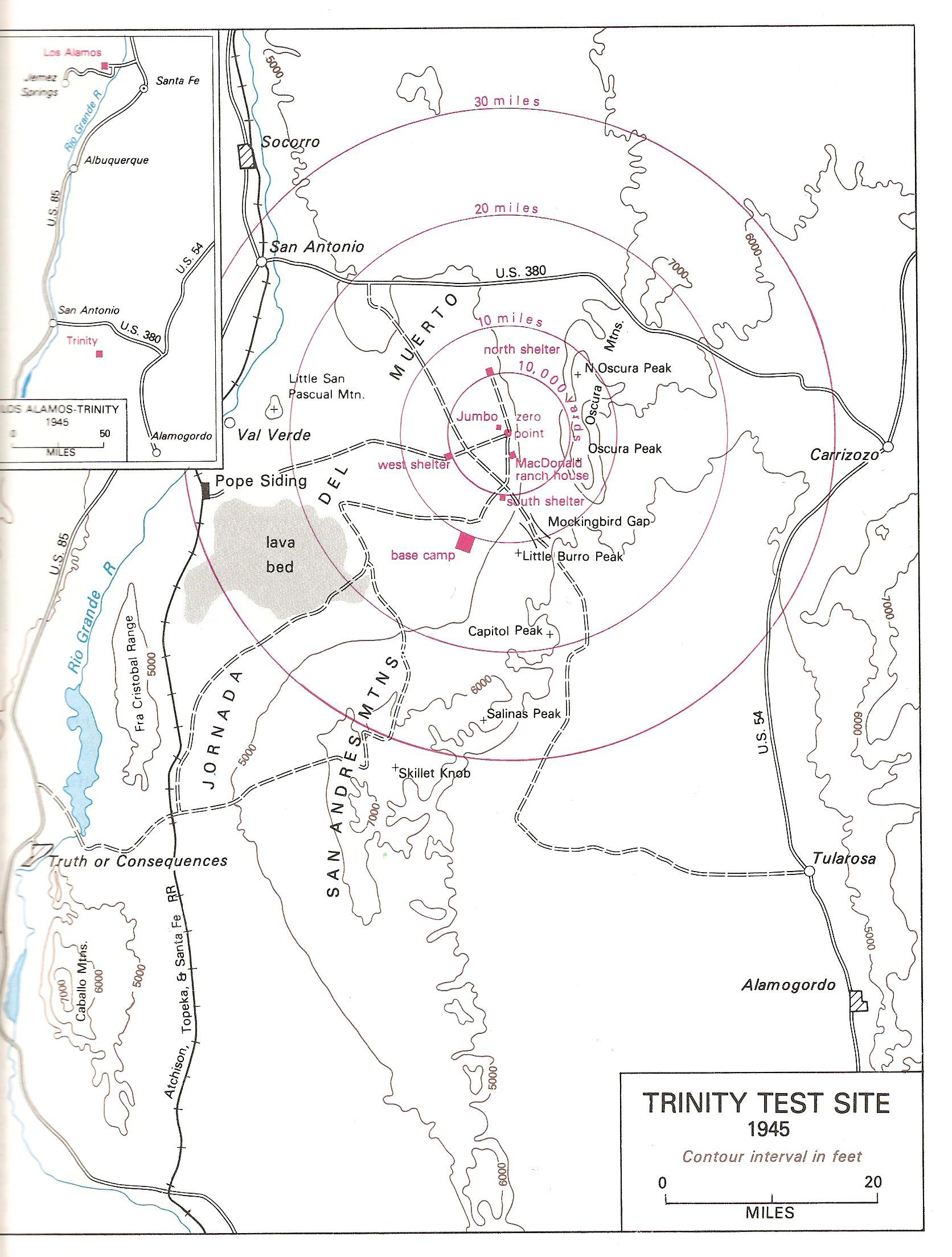
트리니티 시험장 지도

내폭형 장치 시험에 대한 아이디어는 1944년 1월 로스앨러모스에서 논의되었고, 오펜하이머가 그로브스에게 접근할 만큼 충분한 지지를 얻었다. 그로브스는 승인했지만 우려가 있었다. 맨해튼 계획은 플루토늄 생산에 막대한 돈과 노력을 들였고, 그는 플루토늄을 회수할 방법이 있을지 알고 싶어했다. 연구소 운영위원회는 노먼 포스터 램지에게 이를 어떻게 할 수 있을지 조사하도록 지시했다. 1944년 2월, 램지는 폭발의 규모를 연쇄 반응 세대의 수를 줄여 제한하고, 플루토늄을 회수할 수 있는 밀폐된 격납 용기 내에서 이루어지는 소규모 시험을 제안했다.
그러한 통제된 반응을 생성하는 수단은 불확실했으며, 얻게 될 데이터는 완전 규모 폭발만큼 유용하지 않을 것이었다. 오펜하이머는 폭탄이 "최종 사용을 위해 고려된 에너지 방출과 비슷한 범위에서 시험되어야 한다"고 주장했다. 1944년 3월, 그는 격납 용기 내에서 완전 규모 폭발을 시험하는 것에 대한 그로브스의 잠정적인 승인을 얻었지만, 그로브스는 시험이 실패할 경우 "10억 달러어치"의 플루토늄 손실을 어떻게 설명할지에 대해 여전히 걱정했다.

### 코드명
트리니티 시험의 코드명 "트리니티"의 유래는 알려져 있지 않지만, 흔히 오펜하이머가 존 던의 시를 인용한 것으로 알려져 있으며, 이는 다시 기독교의 삼위일체 교리를 참고한 것이다. 1962년, 그로브스는 오펜하이머에게 이 이름의 유래에 대해 서부의 강과 봉우리들에 흔한 이름이라 주의를 끌지 않으려고 선택했는지 물었고, 이에 오펜하이머는 다음과 같이 답했다.
제가 제안한 것은 맞지만, 그런 이유에서가 아닙니다 ... 왜 그 이름을 선택했는지는 명확하지 않지만, 제 마음속에 어떤 생각이 있었는지는 압니다. 존 던의 죽기 직전에 쓴 시가 있는데, 제가 알고 사랑하는 시입니다. 그 시에서 인용하자면: "서쪽과 동쪽이 / 모든 평면 지도에서 – 저는 그런 지도 중 하나입니다 – 하나이듯이, / 죽음은 부활에 닿는다." 그것이 여전히 삼위일체를 만들지는 않지만, 또 다른 더 잘 알려진 경건한 시에서 던은 다음과 같이 시작합니다: "내 마음을 때려라, 세 위격의 하느님."

### 조직
1944년 3월, 시험 계획은 하버드 대학교 물리학 교수이자 폭발물 전문가 조지 키스티아코프스키 밑에서 일하던 케네스 베인브리지에게 할당되었다. 베인브리지의 그룹은 E-9(폭발물 개발) 그룹으로 알려졌다. 전 국립안전위원회 소속이었던 스탠리 커쇼가 안전을 책임지게 되었다. 로스앨러모스 부기지장이었던 새뮤얼 P. 다발로스 대위가 건설을 담당하게 되었다. 소위 해럴드 C. 부시는 트리니티 기지 캠프 사령관이 되었다. 과학자 윌리엄 페니, 빅토어 바이스코프, 필립 버턴 문이 고문으로 참여했다. 결국 일곱 개의 하위 그룹이 형성되었다.
- TR-1 (서비스) - 존 H. 윌리엄스 지휘
- TR-2 (충격 및 폭풍) - 존 H. 맨리 지휘
- TR-3 (측정) - 로버트 R. 윌슨 지휘
- TR-4 (기상) - J. M. 허버드 지휘
- TR-5 (분광 및 사진) - 줄리언 E. 맥 지휘
- TR-6 (공중 측정) - 버나드 월드먼 지휘
- TR-7 (의료) - 루이스 H. 헴펠만 지휘

E-9 그룹은 1944년 8월 조직 개편 시 X-2(개발, 공학 및 시험) 그룹으로 이름이 변경되었다.

### 시험장

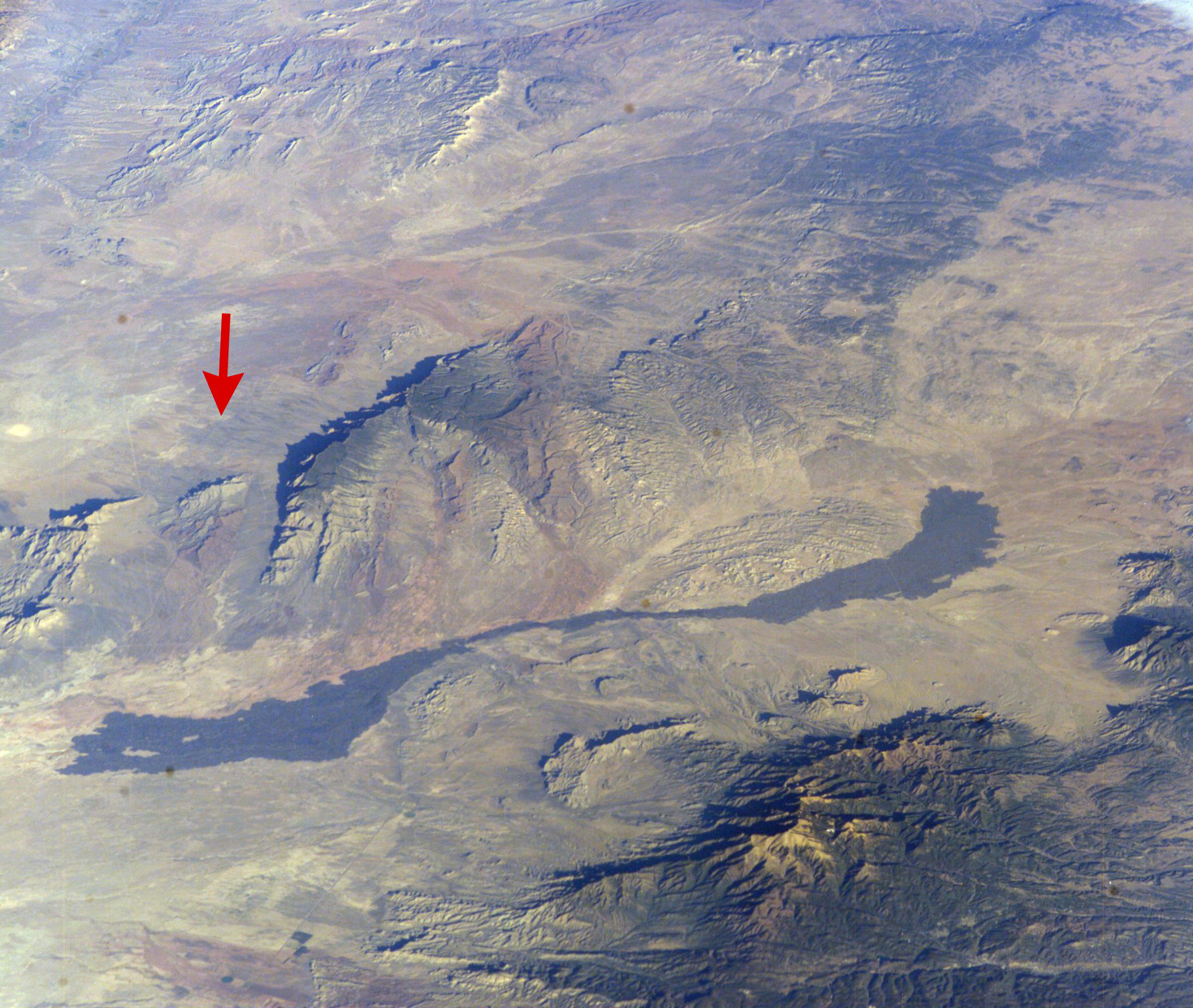
카리조조 말파이스 근처 트리니티 시험장(빨간색 화살표)

안전과 보안을 위해서는 외딴, 고립되고 사람이 없는 지역이 필요했다. 과학자들은 또한 폭발의 2차 효과를 최소화하고 방사성 낙진의 확산을 막기 위해 바람이 적은 평탄한 지역을 원했다. 8개의 후보지가 고려되었다: 뉴멕시코의 툴라로사 계곡, 호르나다 델 무에르토 계곡, 쿠바 (뉴멕시코) 남서쪽과 서로 (뉴멕시코) 북쪽 지역, 엘 말파이스 국립 기념물의 용암 평원; 콜로라도의 그레이트 샌드 듄스 국립 기념물 근처 샌루이스 계곡; 남부 캘리포니아의 사막 훈련 센터 및 샌 니콜라스 섬; 그리고 텍사스의 파드레 섬의 모래톱.
이 장소들은 베인브리지, R. W. 헨더슨, W. A. 스티븐스 소령, 피어 데 실바 소령이 자동차와 항공으로 조사했다. 1944년 9월 7일 소장 우잘 엔트 제2공군 사령관과 협의한 후 최종적으로 선택된 장소는 앨라모고도 폭격 훈련장의 북쪽 끝으로, 뉴멕시코주 소코로군에 있는 카리조조 (뉴멕시코)와 샌안토니오 (뉴멕시코) 마을 근처에 위치했다 (북위 33° 40.636′  서경 106° 28.525′  / 북위 33.677267°  서경 106.475417° ). 앨러모고도 폭격 훈련장은 시험 일주일 전인 1945년 7월 9일 화이트샌즈 미사일 실험장으로 이름이 변경되었다. 고립된 장소여야 한다는 기준에도 불구하고, 시험장 반경 150 마일 (240 km) 내에 거의 50만 명의 사람들이 살고 있었다. 트리니티 시험 직후, 맨해튼 프로젝트의 수석 의료 책임자인 스태퍼드 L. 워런 대령은 향후 시험은 인구 밀집 지역에서 최소 150마일 떨어진 곳에서 실시할 것을 권고했다.
근처의 유일한 구조물은 남동쪽으로 약 2 마일 (3.2 km) 떨어진 맥도날드 목장 주택과 그 부속 건물들이었다. 앨러모고도 폭격 훈련장의 나머지 부분과 마찬가지로, 이 건물들은 1942년에 정부에 의해 취득되었다. 특허지는 수용되었고 방목권은 중단되었다. 과학자들은 이곳을 폭탄 부품 실험실로 사용했다. 베인브리지와 다발로스는 160명의 인력을 위한 숙소와 시설, 그리고 실험을 지원할 기술 인프라를 갖춘 기지 캠프 계획을 세웠다. 러벅 (텍사스주)의 한 건설 회사가 막사, 장교 숙소, 식당 및 기타 기본 시설을 건설했다. 요구 사항이 확대되어 1945년 7월에는 250명이 트리니티 시험장에서 일했다. 시험 주말에는 425명이 참석했다.

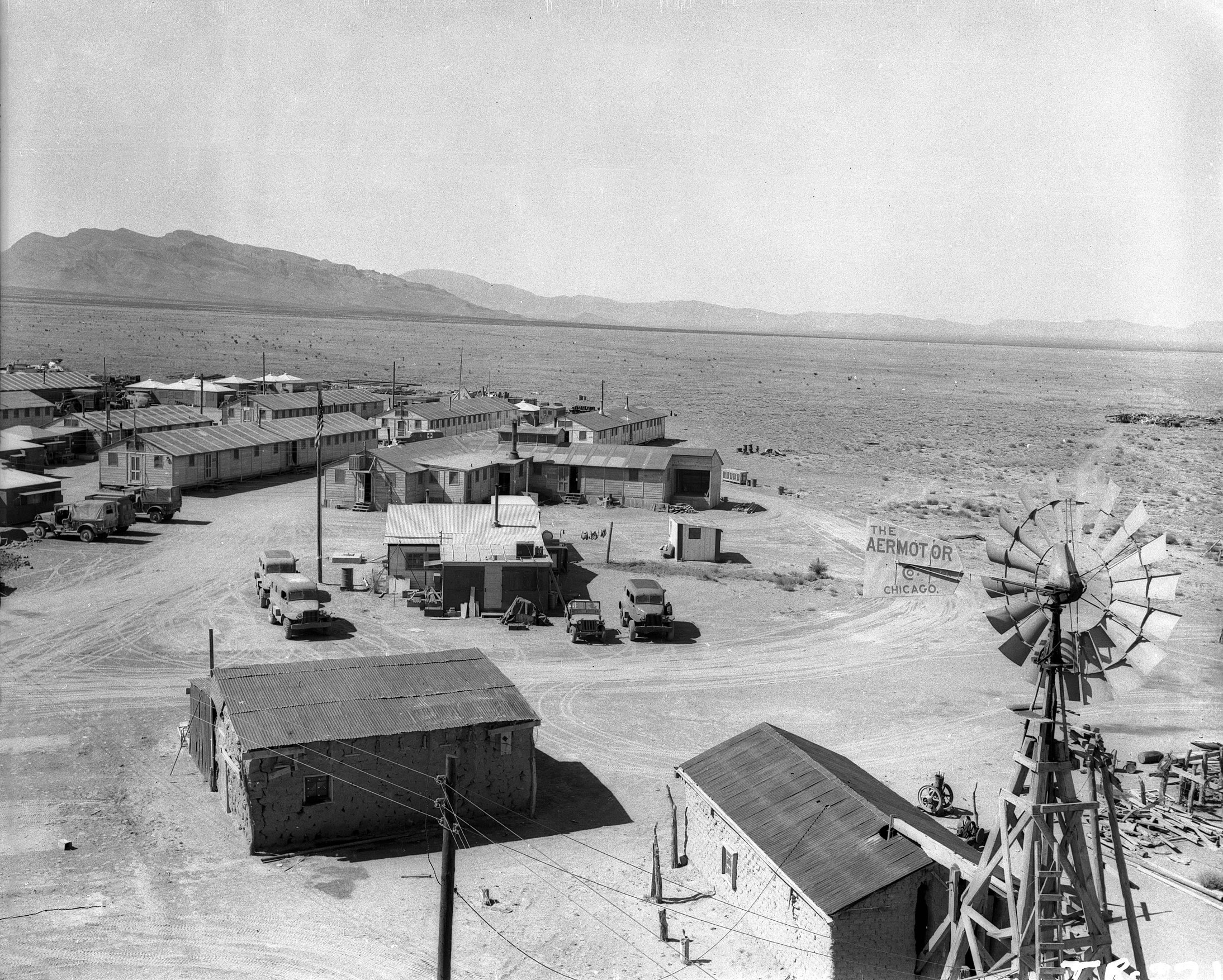
트리니티 시험 기지 캠프

부시 중위의 12인 헌병 부대는 1944년 12월 30일 로스앨러모스에서 현장에 도착했다. 이 부대는 초기 보안 검문소와 기마 순찰대를 설치했다. 현장 주변의 거리가 말에게는 너무 멀다는 것이 입증되어, 말들은 폴로 경기를 위해 용도가 변경되었고, 헌병들은 수송을 위해 지프와 트럭을 사용했다. 위험한 파충류와 곤충들 속에서 장시간 근무하는 사람들의 사기를 유지하는 것은 어려운 일이었다. 부시는 음식과 숙소를 개선하고 조직적인 게임과 야간 영화를 제공하기 위해 노력했다.
1945년 내내, 다른 인원들이 트리니티 시험장에 도착하여 폭탄 실험 준비를 도왔다. 그들은 목장 우물에서 물을 사용하려고 했지만, 물이 너무 알칼리성이어서 마실 수 없다는 것을 알게 되었다. 그들은 미국 해군의 해수 비누를 사용해야 했고, 소코로 (뉴멕시코주)의 소방서에서 식수를 운반해 왔다. 휘발유와 디젤은 그곳의 스탠더드 오일 공장에서 구입했다. 신선한 물은 40 마일 (64 km) 떨어진 곳에서 한 번에 700 미국 갤런 (2,600 l; 580 imp gal)씩 트럭으로 운반되었다. 군인 및 민간 건설 인력은 창고, 작업장, 탄약고 및 매점을 건설했다. 뉴멕시코주 포프의 철도 측선은 하역 플랫폼을 추가하여 업그레이드되었다. 도로가 건설되었고, 200 마일 (320 km)의 전화선이 설치되었다. 전기는 휴대용 발전기에서 공급되었다. 시험 관찰자를 보호하기 위한 방공호가 가장 건설 비용이 많이 들었다.
폭격 훈련장과 가까워서 기지 캠프는 5월에 두 번 우연히 폭격을 받았다. 야간 연습 공습을 지휘하는 비행기가 실수로 목표를 비추는 발전기를 꺼뜨리거나 다른 방식으로 불을 끄자, 그들은 불빛을 찾아 나섰고, 트리니티 기지 캠프의 존재를 통보받지 못했기 때문에, 불이 켜져 있는 기지 캠프를 대신 폭격했다. 우발적인 폭격으로 마구간과 목공소가 손상되었고, 작은 화재가 발생했다.

### 점보

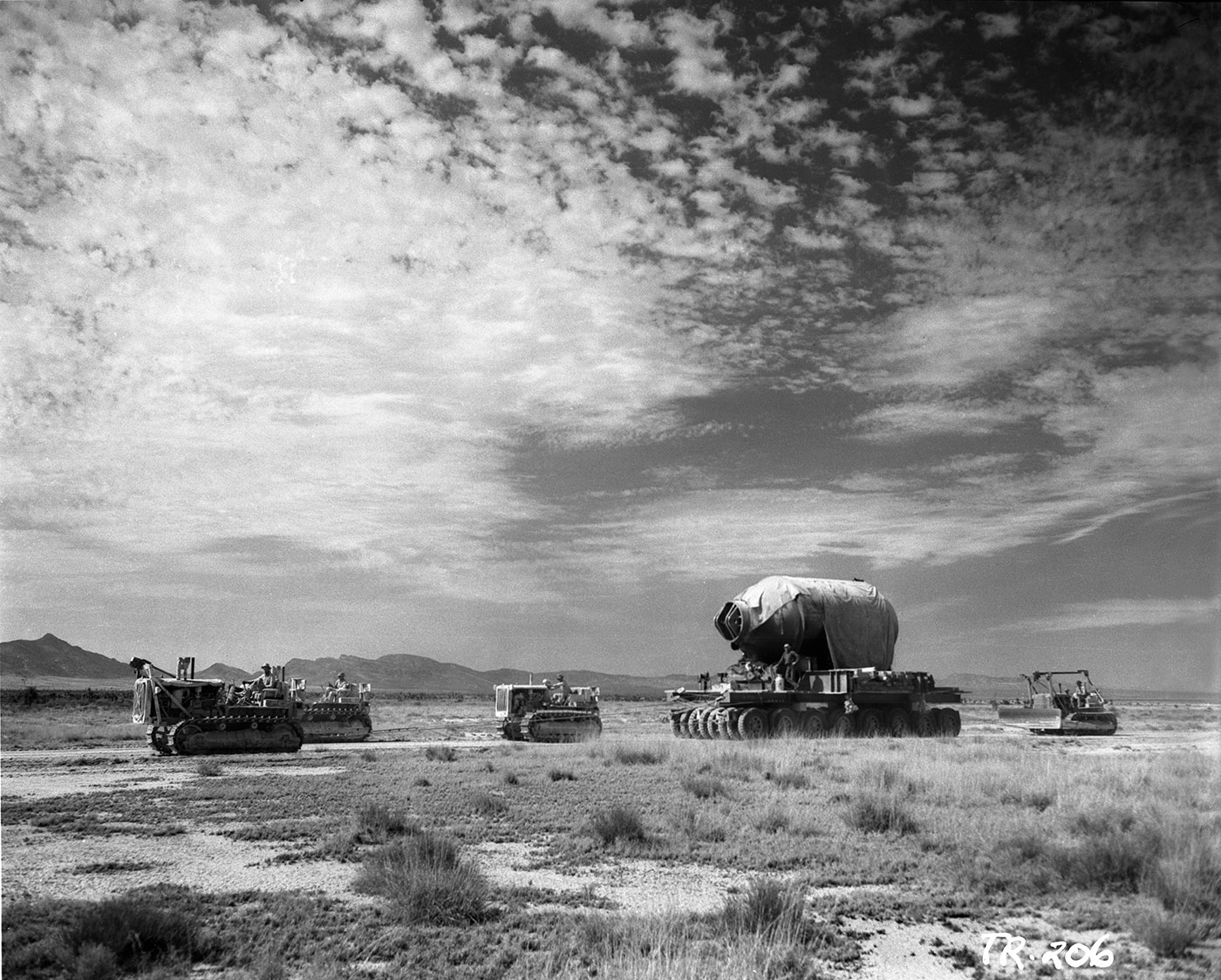
점보가 현장에 도착하는 모습

실패한 폭발을 위한 격납 용기인 "점보"의 설계 책임은 로스앨러모스 국립연구소 X-2A 부서의 로버트 W. 헨더슨과 로이 W. 칼슨에게 할당되었다. 폭탄은 점보의 중심에 놓여질 것이고, 폭탄 폭발이 실패하더라도 점보의 벽은 뚫리지 않아 폭탄의 플루토늄을 회수할 수 있게 할 것이었다. 한스 베테, 빅토어 바이스코프, 조셉 오. 허시펠더가 초기 계산을 수행했고, 이어서 헨더슨과 칼슨이 더 상세한 분석을 진행했다. 그들은 지름 13 to 15 피트 (3.96 to 4.57 m), 무게 150 쇼트톤 (140 t), 그리고 50,000 파운드 매 제곱인치 (340,000 kPa)의 압력을 견딜 수 있는 강철 구체의 사양을 작성했다. 강철 회사 및 용기를 운반할 철도와 협의한 후, 칼슨은 훨씬 제조하기 쉬운 축소된 원통형 설계를 제시했다. 칼슨은 일반적으로 해군용 보일러를 만드는 회사인 밥콕 앤 윌콕스를 찾아냈고, 그들은 비슷한 것을 만들었으며 제조를 시도할 의향이 있었다.
1945년 5월에 인도된 점보는 지름 10 피트 (3.05 m), 길이 25 피트 (7.62 m), 벽 두께 14 인치 (356 mm)였으며, 무게는 214 쇼트톤 (191 롱톤; 194 t)였다. 특별 열차가 바버턴 (오하이오주)에 있는 밥콕 앤 윌콕스 공장에서 포프의 측선으로 운반했으며, 그곳에서 대형 트레일러에 실려 크롤러 트랙터로 사막을 가로질러 25 마일 (40 km)를 견인했다. 당시 그것은 철도로 운송된 물품 중 가장 무거운 것이었다.

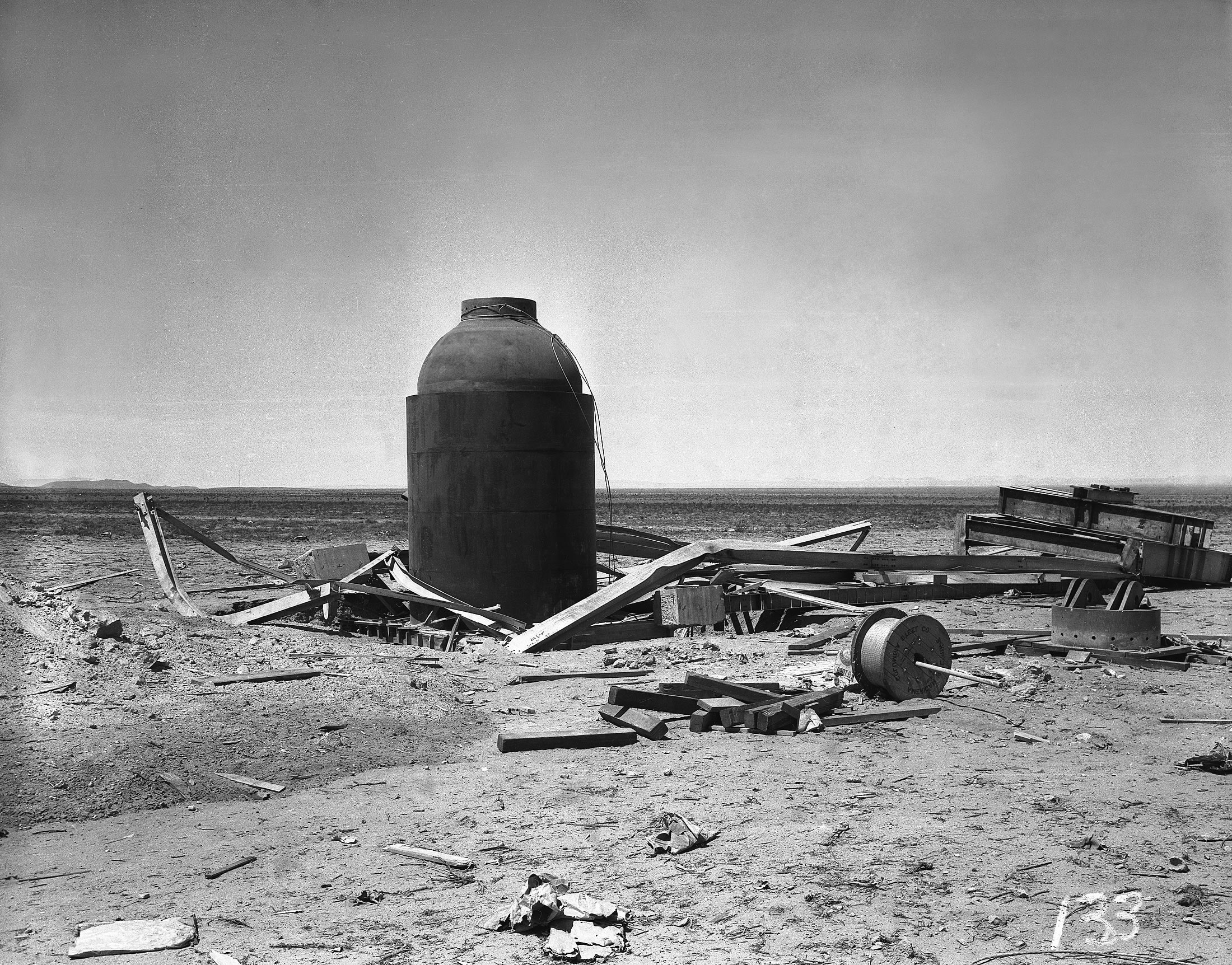
점보는 트리니티 시험에서 원래 의도된 목적으로 사용되지 않았지만, 폭탄이 폭발할 때 폭탄으로부터 떨어진 탑에 있었다.

많은 로스앨러모스 과학자들에게 점보는 "연구소가 내폭형 폭탄 성공에 대한 희망이 가장 낮았던 시기의 물리적 구현"이었다. 점보가 도착할 무렵, 핸퍼드 엔지니어 웍스의 원자로들은 플루토늄을 대량 생산하고 있었고, 오펜하이머는 두 번째 시험에 충분한 양이 있을 것이라고 확신했다. 점보를 사용하면 시험의 주요 목표인 폭발 데이터 수집에 방해가 될 것이었다. 500 TNT 톤 (2,100 GJ) 이상의 폭발은 강철을 기화시켜 열 효과 측정을 어렵게 만들 것이었다. 심지어 100 TNT 톤 (420 GJ)의 폭발도 파편을 날려 인원과 측정 장비에 위험을 초래할 것이었다. 따라서 점보를 사용하지 않기로 결정했다. 대신, 폭발 지점에서 800 야드 (732 m) 떨어진 강철 타워에 올려놓아 다음 시험에 사용될 수 있도록 했다. 결국 점보는 폭발에서 살아남았지만, 점보가 있던 타워는 그렇지 못했다.
점보는 1946년 4월 16일, 육군 병기팀이 강철 용기 바닥에 500파운드 폭탄 8개를 터뜨렸을 때 파괴되었다. 가운데 강철 띠를 두른 점보는 핵폭탄의 5,000파운드 고폭약을 용기 중앙에 매달린 채로 담도록 설계되었다. 재래식 폭탄이 점보 바닥에 배치되자, 그 결과로 인한 폭발은 4분의 3마일까지 사방으로 파편을 날려 보냈다. 누가 점보의 파괴를 승인했는지는 여전히 논란의 여지가 있다. 점보의 녹슨 골격은 1979년에 옮겨진 화이트샌즈 미사일 실험장의 트리니티 시험장 주차장에 놓여 있다.
개발팀은 불발 폭발 시 활성 물질을 회수하는 다른 방법도 고려했다. 한 가지 아이디어는 모래 원뿔로 덮는 것이었다. 다른 하나는 폭탄을 물탱크에 매달아 놓는 것이었다. 점보와 마찬가지로, 이러한 격납 수단은 진행하지 않기로 결정되었다. 로스앨러모스의 CM-10 (화학 및 야금) 그룹 또한 격납된 또는 실패한 폭발 후에 활성 물질을 화학적으로 회수하는 방법을 연구했다.

### 100톤 시험

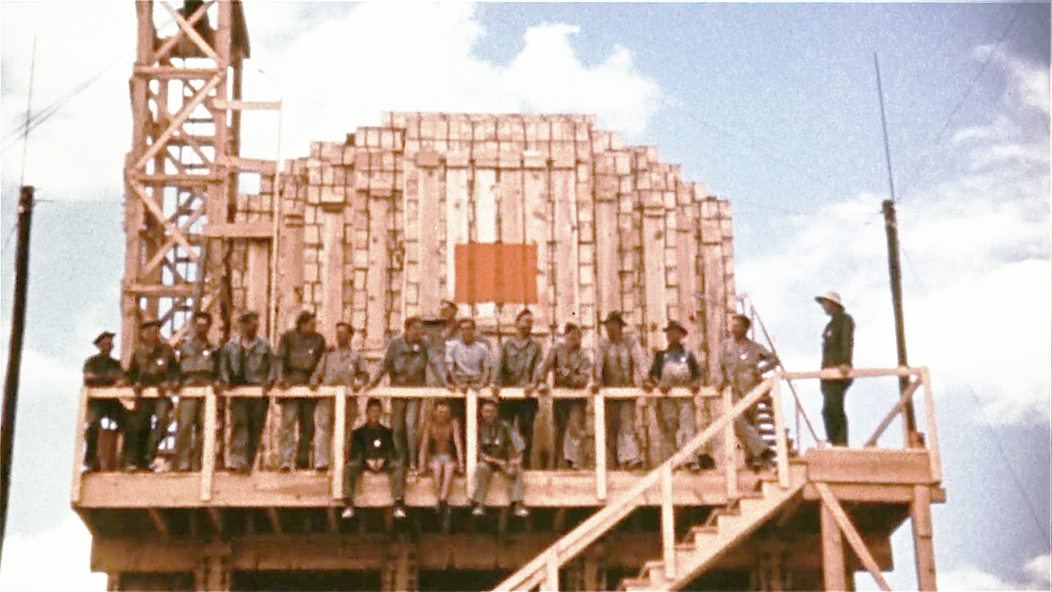
0.1킬로톤의 재래식 폭발 예행 연습, 트리니티

시험을 한 번에 정확하게 수행해야 했기 때문에, 베인브리지는 계획과 절차를 검증하고, 계측 장비를 시험하고 교정하기 위해 예행 연습을 수행해야 한다고 결정했다. 오펜하이머는 처음에는 회의적이었지만 허락했으며, 나중에 그것이 트리니티 시험의 성공에 기여했다고 인정했다.
트리니티 그라운드 제로에서 남동쪽으로 800 야드 (730 m) 떨어진 곳에 20-피트-high (6 m) 높이의 목재 플랫폼이 건설되었다. 고폭탄은 그 위에 위팔각형 기둥 형태로 목재 운송 상자에 쌓였다. 폭약은 89.75 쇼트톤 (81.42 t)의 TNT와 14.91 쇼트톤 (13.53 t)의 컴포지션 B로 구성되었으며 (총 폭발력은 약 108 TNT 톤 (450 GJ)), 실제로는 명시된 "100톤"보다 몇 톤 더 많았다. 키스티아코프스키는 베인브리지에게 사용된 폭약이 충격에 민감하지 않다고 확신시켰다. 이는 일부 상자가 플랫폼으로 올리는 엘리베이터에서 떨어졌을 때 올바른 것으로 입증되었다. 유연한 튜브가 폭약 상자 더미를 통과하도록 끼워졌다. 핸포드에서 나온 베타선 활동이 1,000 퀴리 (37 TBq)이고 감마선 활동이 400 퀴리 (15 TBq)인 방사성 슬러지가 용해되었고, 헴펠만은 그 용액을 튜브에 부었다.
시험은 5월 5일로 예정되었으나, 더 많은 장비를 설치하기 위해 이틀 연기되었다. 추가 연기 요청은 주요 시험 일정에 영향을 미칠 것이므로 거부되었다. 폭발 시간은 5월 7일 산악 전시 (MWT) 오전 4시로 설정되었으나, 관측 비행기 (메이저 클라이드 "스탠" 쉴즈가 조종하는 제216 육군 항공대 기지 부대 소속의 보잉 B-29 슈퍼포트리스)가 제자리를 잡는 데 37분 지연되었다.

100톤 시험을 위해 고폭탄 상자를 쌓는 사람들의 모습

재래식 폭발의 화구는 60 마일 (100 km) 떨어진 앨러모고도 육군 비행장에서도 보였지만, 10 마일 (16 km) 떨어진 기지 캠프에서는 충격이 거의 없었다. 쉴즈는 폭발이 "아름다웠다"고 생각했지만, 15,000 피트 (4,600 m) 상공에서는 거의 느껴지지 않았다. 허버트 L. 앤더슨은 납으로 안감을 댄 개조된 M4 셔먼 전차를 사용하여 5-피트-deep (1.5 m) 및 30-피트-wide (9 m)의 폭발 구덩이에 접근하여 토양 샘플을 채취하는 연습을 했다. 방사능은 보호 없이도 몇 시간 동안 노출될 수 있을 정도로 낮았다. 출처를 알 수 없는 전기 신호로 인해 폭발이 0.25초 일찍 발생하여, 정확한 타이밍을 요구하는 실험을 망쳤다. 앤더슨 팀이 개발한 압전기 게이지는 108톤의 TNT 폭발을 정확히 나타냈지만, 루이스 월터 앨버레즈와 월드먼의 공중 콘덴서 게이지는 훨씬 덜 정확했다.
과학적, 기술적 문제 외에도 예행 연습은 실제적인 문제점도 드러냈다. 예행 연습에는 100대가 넘는 차량이 사용되었지만, 본 시험에는 더 많은 차량이 필요하고 더 나은 도로와 수리 시설이 필요하다는 것을 깨달았다. 더 많은 무전기와 전화선이 필요했다. 차량 손상을 방지하기 위해 선은 매설해야 했다. 로스앨러모스와의 더 나은 통신을 위해 전신타자기가 설치되었다. 대규모 회의와 브리핑을 위해 타운 홀이 건설되었고, 식당은 업그레이드되어야 했다. 차량이 일으키는 먼지가 일부 계측 장비에 방해가 되었기 때문에, 20 마일 (32 km)의 도로가 포장되었다.

### 폭탄

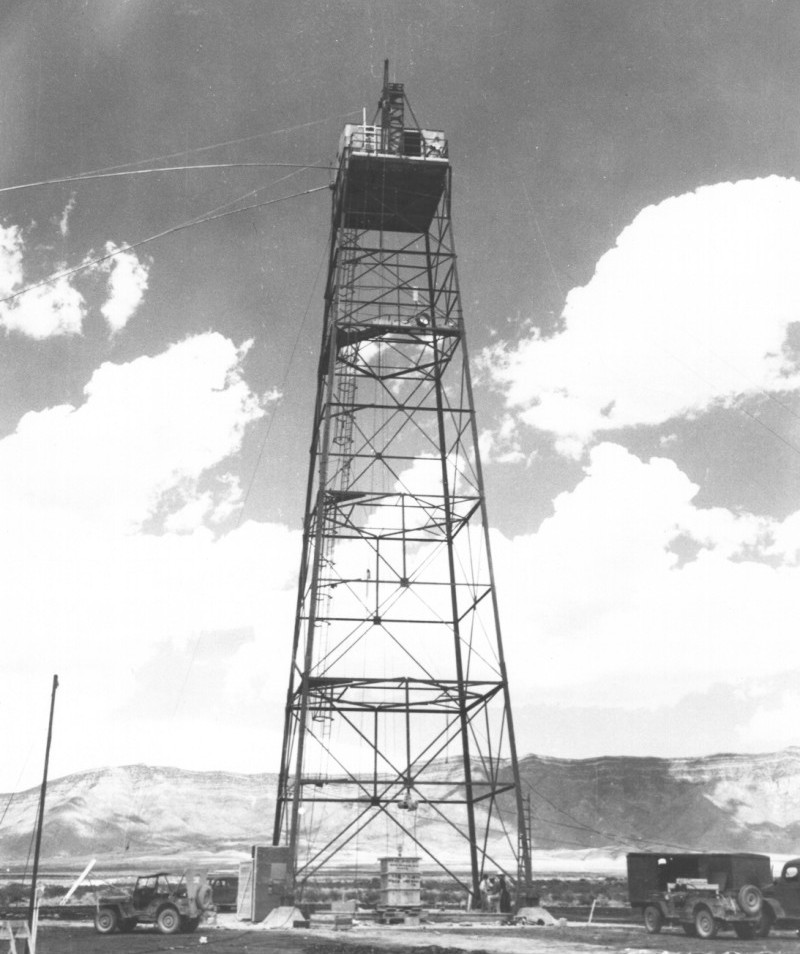
실험을 위해 건설된 높이의 "샷 타워"

"가젯"이라는 용어는 폭탄에 대한 실험실의 완곡어법으로, 1944년 8월에 연구소의 무기 물리학 부서인 "G Division"에 이름을 부여했다. 당시에는 트리니티 시험 장치를 구체적으로 지칭하지 않았다. 왜냐하면 아직 개발되지 않았기 때문이었지만, 일단 개발된 후에는 연구소 코드명이 되었다. 트리니티 폭탄은 공식적으로 Y-1561 장치였으며, 나가사키 폭격에 나중에 사용된 팻 맨도 마찬가지였다. 둘은 매우 유사했지만, 트리니티 폭탄은 신관과 외부 탄도 외피가 없었다. 폭탄은 여전히 개발 중이었으며, 팻 맨 설계에 대한 작은 변경이 계속 이루어졌다.
설계를 가능한 한 단순하게 유지하기 위해, 속이 빈 핵이 플루토늄 사용에 더 효율적이라는 계산에도 불구하고, 거의 고체인 구형 핵이 선택되었다. 핵은 고폭약 렌즈가 생성하는 내파에 의해 즉발 임계 초과로 압축되었다. 이 설계는 물리학자 로버트 F. 크리스티의 이름을 따 "크리스티 핵" 또는 "크리스티 피트"로 알려지게 되었다. 그는 에드워드 텔러가 처음 제안한 후 고체 피트 설계를 현실화했다.
여러 플루토늄 동소체 중 금속학자들은 가단성 있는 δ (델타) 상을 선호했다. 이는 5% 갈륨을 합금하여 상온에서 안정화되었다. 플루토늄-갈륨 합금의 두 개의 동일한 반구는 은으로 도금되었고, HS-1과 HS-2라는 일련 번호가 붙었다. 6.19-킬로그램 (13.6 lb)의 방사성 핵은 15W의 열을 발생시켜 온도를 약 100 to 110 °F (38 to 43 °C)까지 높였고, 은 도금에 물집이 생겨 줄로 갈아내고 금박으로 덮어야 했다. 나중에 만들어진 핵은 대신 니켈로 도금되었다.

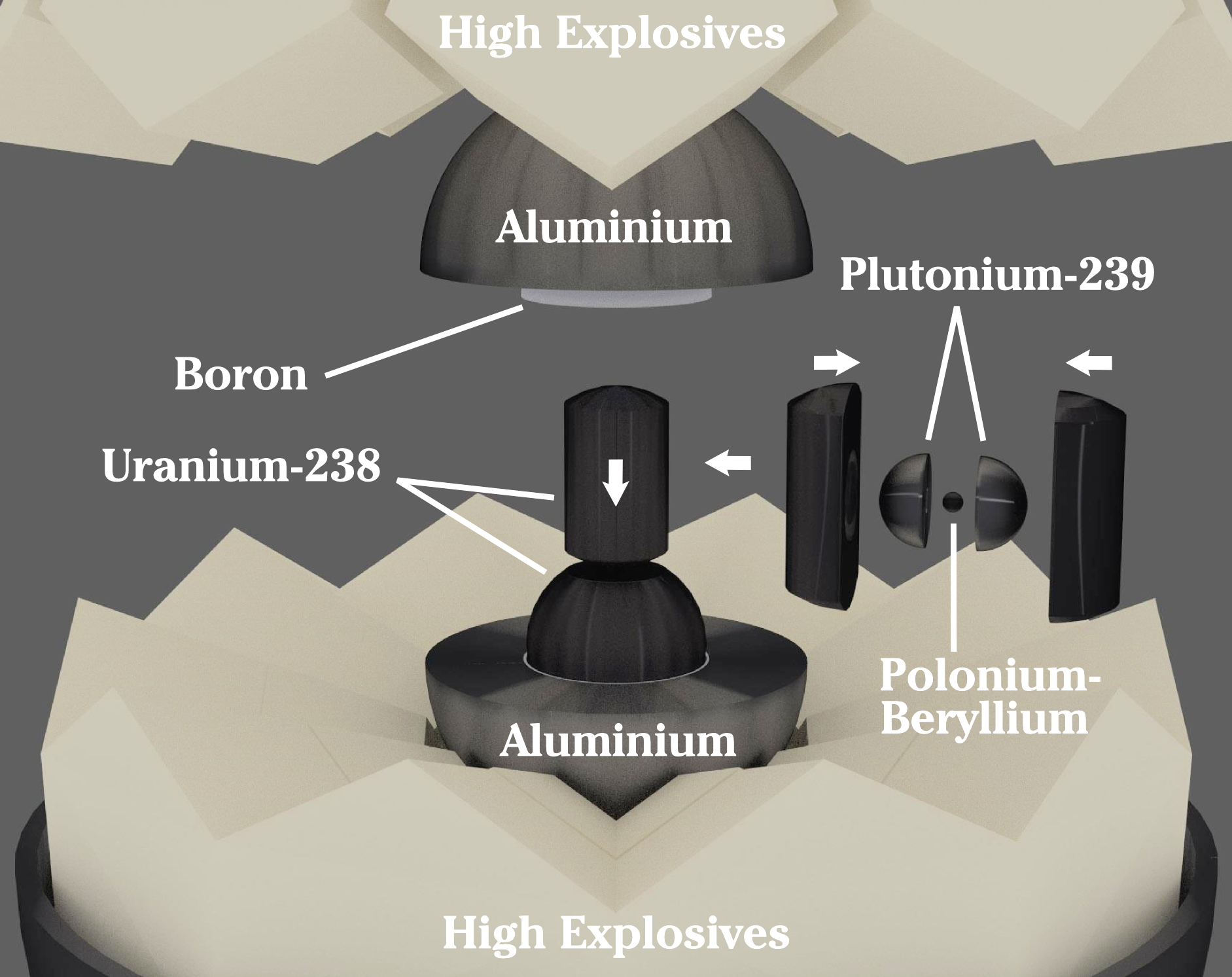
폭탄의 기본 핵 구성 요소. 플루토늄 구가 들어있는 우라늄 슬러그는 조립 과정 후반에 삽입되었다.

활성 부품이나 폭발 렌즈 없이 폭탄의 시험 조립은 7월 3일 노리스 브래드버리가 이끄는 폭탄 조립팀에 의해 로스앨러모스에서 수행되었다. 그것은 트리니티까지 운반되었다가 다시 돌아왔다. 한 세트의 폭발 렌즈는 7월 7일에 도착했고, 이어서 두 번째 세트는 7월 10일에 도착했다. 각각은 브래드버리와 키스티아코프스키에 의해 검사되었고, 가장 좋은 것들이 사용을 위해 선택되었다. 나머지는 핵 물질 없이 로스앨러모스 근처 파하리토 캐년에서 시험 폭발을 수행한 에드워드 크로이츠에게 전달되었다. 이 시험에서 얻은 자기 측정값은 내파가 불충분하게 동시에 일어날 수 있으며 폭탄이 실패할 수 있음을 시사했다. 베테는 밤새도록 결과를 평가하여 완벽한 폭발과 일치한다고 보고했다.
핵 캡슐 조립은 7월 13일 맥도날드 목장 주택에서 시작되었는데, 마스터 침실은 클린룸으로 바뀌었다. 폴로늄-베릴륨 "우르친" 점화기가 조립되었고, 루이스 슬로틴이 그것을 플루토늄 핵의 두 반구 안에 넣었다. 시릴 스탠리 스미스는 그 다음 핵을 천연 우라늄 템퍼 플러그 또는 "슬러그"에 넣었다. 에어 갭은 0.5-mil (0.013 mm)의 금박으로 채워졌고, 플러그의 두 반쪽은 우라늄 와셔와 나사로 고정되었는데, 이는 플러그의 돔형 끝에 매끄럽게 맞았다.

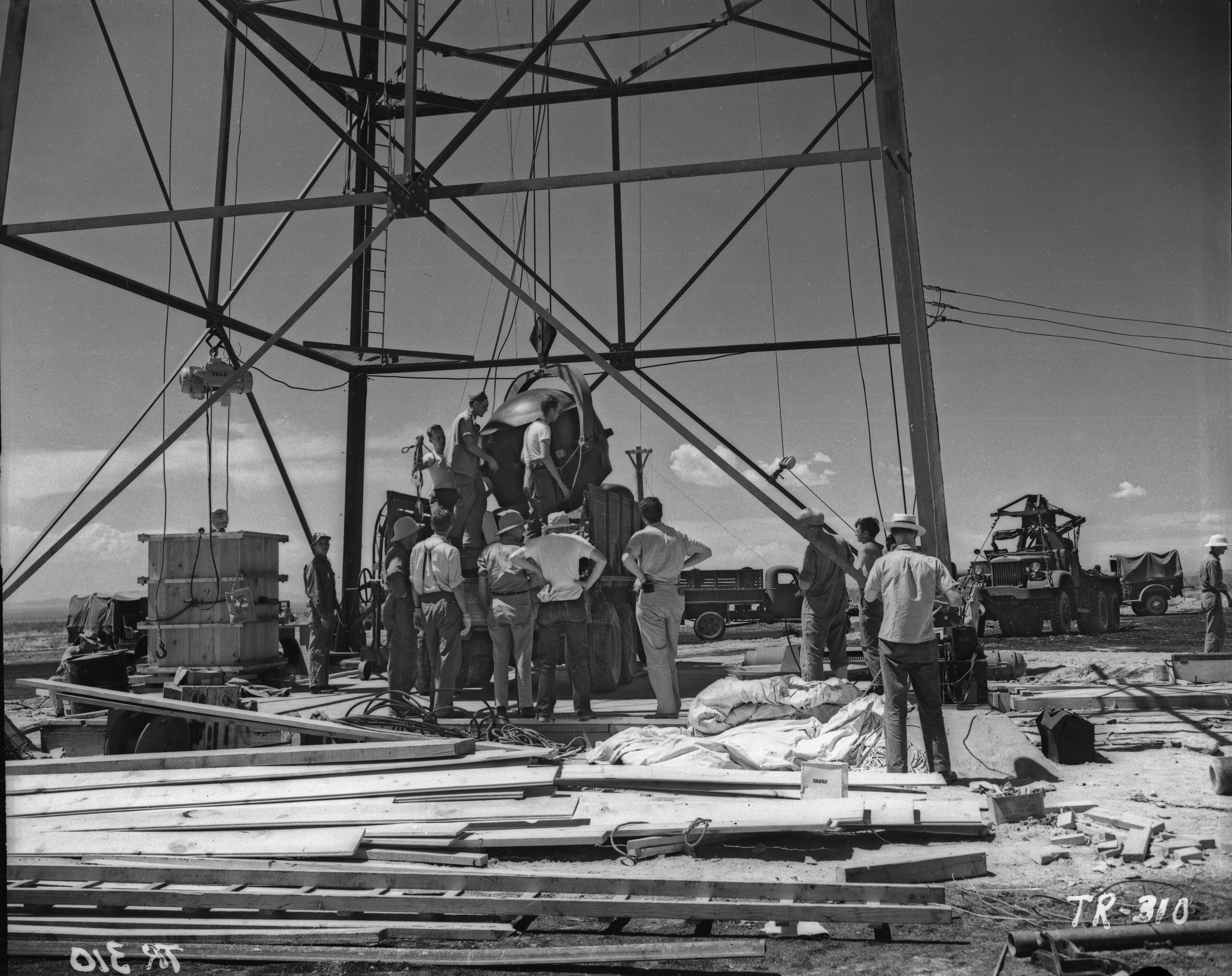
최종 조립을 위해 탑 기지에서 폭탄을 내리는 모습

비행기에서 투하되어 공중에서 폭발한 폭탄의 예상 효과를 더 잘 이해하고 방사능 낙진을 줄이기 위해, 폭탄은 100-피트 (30 m) 강철 타워 꼭대기에서 폭발될 예정이었다. 폭탄은 타워 기지까지 운반되었고, 그곳에서 105-파운드 (48 kg) 캡슐에 임시 아이 볼트가 나사로 박혔으며, 호이스트가 캡슐을 폭탄 안으로 내리는 데 사용되었다. 캡슐이 우라늄 템퍼의 구멍에 들어가자 걸렸다. 로버트 바처는 플루토늄 핵의 열로 인해 캡슐이 팽창했고, 템퍼가 있는 폭약 조립체는 사막에서 밤새 식었음을 깨달았다. 캡슐을 템퍼에 접촉시킨 채로 두자 온도가 균등해졌고, 몇 분 만에 캡슐이 템퍼 안으로 완전히 미끄러져 들어갔다. 그런 다음 캡슐에서 아이 볼트를 제거하고 나사형 우라늄 플러그로 교체했으며, 붕소 디스크가 캡슐 위에 놓였고 (템퍼 주위에 얇은 구형 플라스틱 붕소 껍질을 완성하기 위해), 알루미늄 플러그가 푸셔 (템퍼를 둘러싼 알루미늄 껍질)의 구멍에 나사로 박혔으며, 나머지 두 개의 고폭약 렌즈가 설치되었다. 마지막으로, 상부 두랄루민 극 모자가 볼트로 고정되었다. 활성 물질과 고폭약의 조립은 7월 13일 17시 45분에 완료되었다.
시험 타워의 네 다리는 지하 20 피트 (6.1 m)까지 뻗은 콘크리트 기초 위에 놓여 있었다. 꼭대기에는 오크 플랫폼이 서쪽으로 개방된 골함석 오두막의 바닥을 이루었다. 장치는 전동 윈치로 타워 위로 끌어 올려졌다. 케이블이 끊어져 장치가 떨어질 경우를 대비해 트럭 한 대 분량의 매트리스가 아래에 깔렸다. 그 후 작업자들은 32개의 모델 1773 EBW 기폭 장치를 각각 부착했다. 폭탄의 완전한 조립은 7월 14일 17시까지 완료되었다. 베인브리지, 키스티아코프스키, 조셉 맥키븐 및 부시 중위를 포함한 병사 4명으로 구성된 7인 무장팀은 7월 15일 22시 직후 타워로 가서 최종 무장 작업을 수행했다.

### 인력

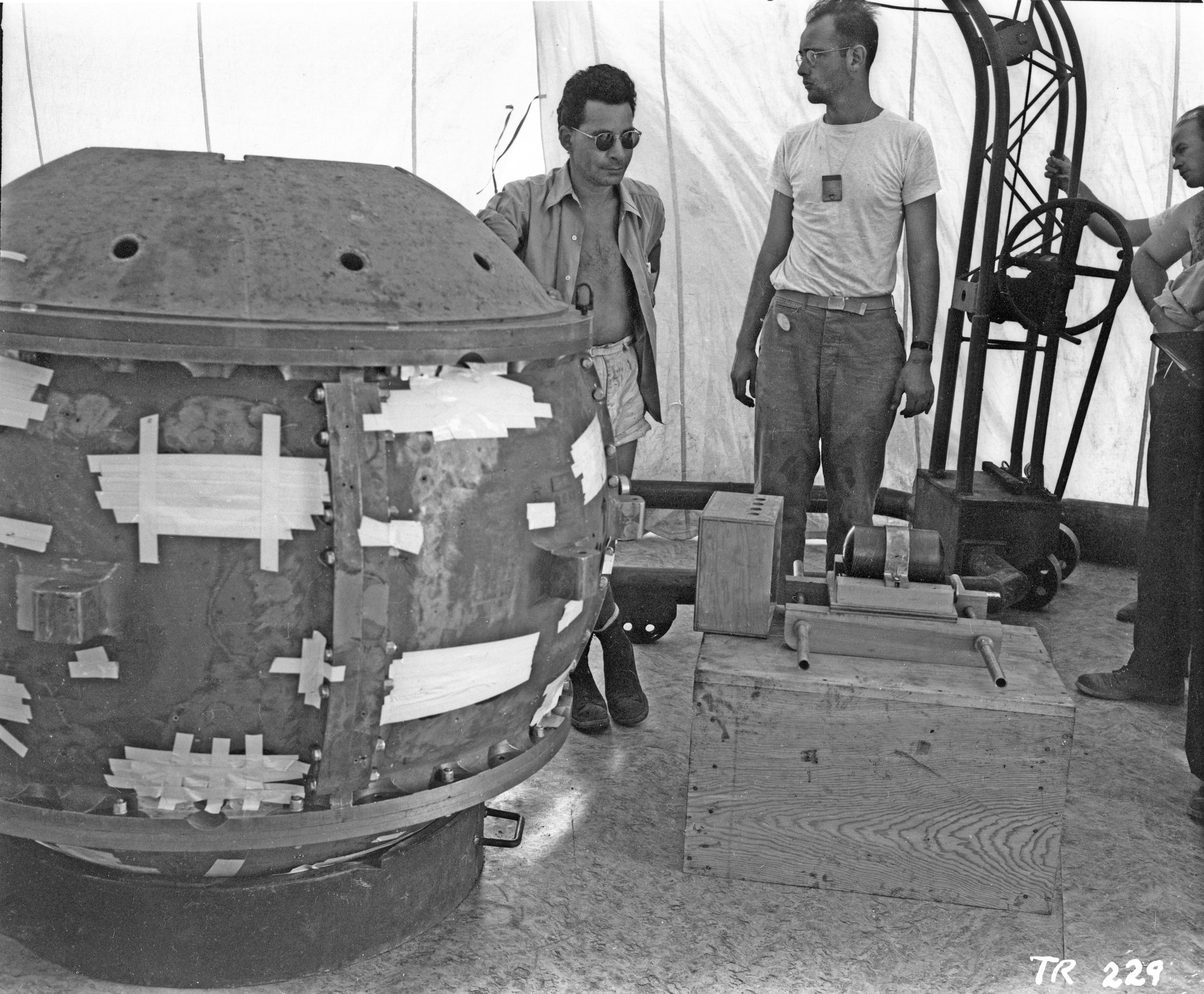
루이스 슬로틴과 허버트 레어 (레어의 왼쪽 무릎 앞에 보이는 폭탄의 탬퍼 플러그를 삽입하기 전)

시험 2주 전, 로스앨러모스에서 온 약 250명의 인원이 트리니티 시험장에서 일하고 있었고, 부시 중위의 지휘 아래 125명의 인원이 기지 캠프를 경비하고 유지 보수했다. 메이저 T.O. 팔머 휘하의 또 다른 160명은 주변 지역의 민간인들을 필요하다면 대피시키기 위해 차량을 대기시키고 지역 외곽에 주둔했다. 그들은 450명을 안전하게 대피시킬 수 있는 충분한 차량을 가지고 있었고, 이틀 동안 사용할 식량과 물품도 있었다. 앨러모고도 육군 비행장에서 숙소를 제공하는 조치가 마련되었다. 그로브스는 존 J. 뎀프시 뉴멕시코 주지사에게 주 남서부에 계엄이 선포될 수도 있다고 경고했다.
대피소는 타워에서 북쪽, 서쪽, 남쪽으로 각각 10,000 야드 (9,100 m) 떨어진 곳에 설치되었으며, 각 대피소에는 자체 책임자가 있었다. N-10,000에는 로버트 윌슨, W-10,000에는 존 맨리, S-10,000에는 프랑크 오펜하이머가 책임자였다. 다른 많은 관찰자들은 약 20 마일 (32 km) 떨어진 곳에 있었고, 일부는 비공식적인 상황에서 다양한 거리에 흩어져 있었다. 리처드 파인만은 제공된 고글 없이 폭발을 본 유일한 사람이라고 주장했는데, 트럭 앞유리를 이용하여 해로운 자외선 파장을 차단했다. 베인브리지는 그로브스에게 VIP 목록을 10명으로 제한해달라고 요청했다. 그는 자신, 오펜하이머, 리처드 톨먼, 버니바 부시, 제임스 브라이언트 코넌트, 토머스 F. 패럴 준장, 찰스 로리슨, 이지도어 아이작 라비, 제프리 테일러 경, 제임스 채드윅 경을 선택했다. VIP들은 타워에서 북서쪽으로 약 20 마일 (32 km) 떨어진 콤파니아 언덕(Compania Hill 또는 Cerro de la Colorado라고도 불림)에서 시험을 관람했다.

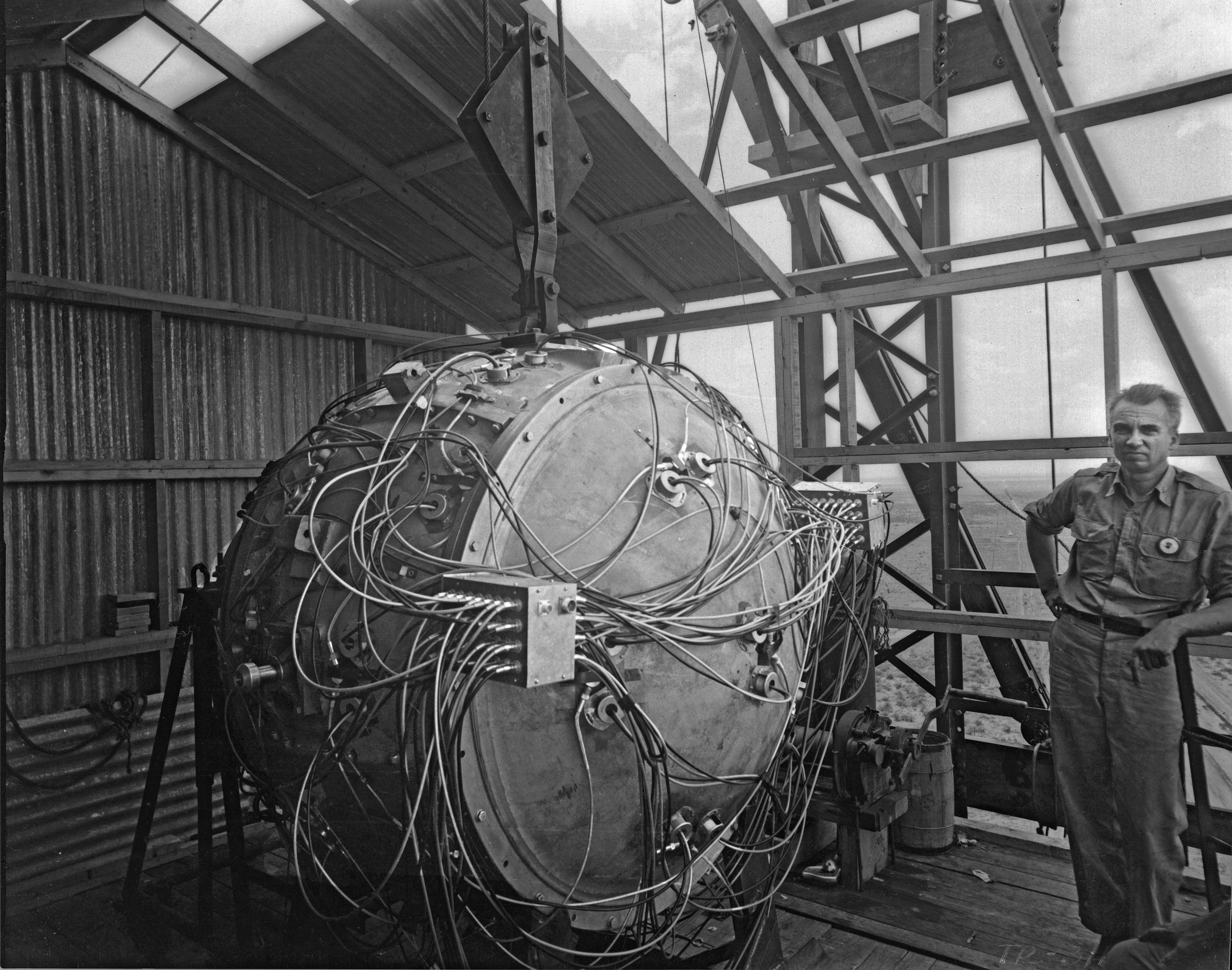
노리스 브래드버리가 시험 타워 꼭대기에 조립된 폭탄과 함께 서 있다. 그는 나중에 오펜하이머의 뒤를 이어 로스앨러모스 소장이 되었다.

사진 필름은 방사능 오염을 감지하기 위해 인근 마을에 배치되었고, 폭발이 얼마나 멀리까지 감지될 수 있는지 확인하기 위해 투손, 덴버, 멕시코 치와와에 지진계가 설치되었다. 기계 및 전기 시스템이 고장나지 않더라도 최적의 테스트가 아닐 가능성은 10% 이상이라고 계산되었다. 관찰자들은 시험 결과에 대해 베팅 풀을 열었다. 텔러는 가장 낙관적이었고, 45 TNT 킬로톤 (190 TJ)를 예측했다. 그는 손을 보호하기 위해 장갑을 끼고, 정부에서 모두에게 제공한 용접 고글 아래에 선글라스를 착용했다. 그는 지시대로 등을 돌리고 땅에 엎드리는 대신 (눈 보호 장비를 착용하고) 시험을 지켜본 몇 안 되는 과학자 중 한 명이었다. 그는 또한 선크림을 가져와 다른 사람들과 나누어 발랐다. 램지는 0 (완전 불발)을 선택했고, 로버트 오펜하이머는 0.3 TNT 킬로톤 (1.3 TJ), 키스티아코프스키는 1.4 TNT 킬로톤 (5.9 TJ), 베테는 8 TNT 킬로톤 (33 TJ)를 선택했다. 가장 늦게 도착한 라비는 유일하게 남은 선택지인 18 TNT 킬로톤 (75 TJ)를 선택했고, 결국 그가 승자가 되었다. 베테는 나중에 자신의 8 kt 선택이 세그레가 계산한 값과 정확히 일치하며, 그는 더 하위의 [이름 없는] 세그레 그룹 구성원이 20 kt를 계산했지만 세그레의 권위에 영향을 받았다고 진술했다.
엔리코 페르미는 참석한 최고 물리학자들과 군 관계자들 사이에서 대기가 발화할지 여부, 그리고 발화한다면 주 전체만 파괴될지 아니면 행성 전체가 소멸될지에 대해 내기를 제안했다. 이 마지막 결과는 이전에 베테에 의해 거의 불가능하다고 계산되었지만, 한동안 일부 과학자들에게는 불안감을 주었다. 베인브리지는 경비원들을 겁먹게 한 페르미에게 격분했고, 일부 경비원들은 교체를 요청했다. 베인브리지 자신의 가장 큰 두려움은 아무것도 일어나지 않는 것이었고, 그런 경우 그는 조사를 위해 타워로 돌아가야 했다.

## 폭발

### 폭파
과학자들은 시험을 위해 좋은 시야, 낮은 습도, 저고도에서의 약한 바람, 고고도에서의 서풍을 원했다. 최적의 날씨는 7월 18일에서 21일 사이에 예측되었지만, 포츠담 회담은 7월 16일에 시작될 예정이었고 해리 S. 트루먼 대통령은 회담이 시작되기 전에 시험이 실시되기를 원했다. 따라서 폭탄 부품을 사용할 수 있는 가장 이른 날짜인 7월 16일로 일정이 잡혔다.
폭파는 당초 오전 4시(MWT)로 예정되었으나, 그날 이른 아침부터 비와 번개 때문에 연기되었다. 비로 인해 방사선과 낙진 위험이 증가할 것이라는 우려가 있었고, 번개는 과학자들로 하여금 전기 시스템의 모델에서 발생했던 것처럼 조기 폭발에 대해 걱정하게 했다. 중요한 호의적인 기상 보고는 04:45에 들어왔고, 최종 20분 카운트다운은 새뮤얼 킹 앨리슨이 읽으며 05:10에 시작되었다. 5:25에 폭파 5분 전을 알리는 로켓이 발사되었고, 5:29에 또 다른 로켓이 발사되었다. 5:29:15에 통제 벙커의 스위치가 폭파 타이머를 시작했다. 05:30까지 비는 그쳤다. 통신 문제가 몇 가지 있었다. B-29와 통신하는 단파 라디오 주파수는 미국의 소리와 공유되었고, FM 라디오는 샌안토니오 (텍사스주)의 철도 화물 야적장과 주파수를 공유했다.
두 대의 선회하는 B-29가 시험을 관찰했으며, 쉴즈가 다시 선두 비행기를 조종했다. 그들은 일본에 대한 원자폭탄 투하 임무 중 공중 측정을 수행할 앨버타 계획의 구성원들을 태웠다. 여기에는 로스앨러모스 연구소의 부소장이자 앨버타 계획의 책임자인 디어크 파슨스 대위, 루이스 월터 앨버레즈, 해럴드 애그뉴, 버나드 월드먼, 볼프강 파노프스키, 그리고 윌리엄 페니가 포함되었다. 흐린 하늘은 그들의 시험장 시야를 가렸다.
05:29:21 MWT (11:29:21 GMT) ± 15초에, 장치는 24.8 ± 2 TNT 킬로톤 (103.8 ± 8.4 TJ)에 해당하는 에너지를 가지고 폭발했다. 주로 실리카로 이루어진 사막 모래는 녹아 약하게 방사성을 띠는 연한 녹색 유리인 트리니타이트가 되었다. 폭발은 약 4.7 피트 (1.4 m) 깊이와 88 야드 (80 m) 너비의 분화구를 만들었다. 트리니타이트 층의 반지름은 약 330 야드 (300 m)였다. 100피트 높이의 타워는 완전히 기화되었다. 폭발 당시, 주변 산들은 1~2초 동안 "낮보다 밝게" 조명되었고, 기지 캠프에서는 열기가 "오븐처럼 뜨거웠다"고 보고되었다. 관찰된 조명의 색깔은 보라색에서 녹색으로, 그리고 결국 흰색으로 변했다. 충격파의 굉음이 관찰자들에게 도달하는 데 40초가 걸렸다. 그것은 100 마일 (160 km) 떨어진 곳에서도 느껴졌고, 버섯 구름은 7.5 마일 (12.1 km) 높이에 도달했다. 많은 관찰자들은 폭발에서 나온 빛에 대한 경외심을 회상했다. 코난트는 "빛의 거대함과 그 지속 시간에 완전히 얼어붙었다"고 썼다. 27마일 떨어진 로렌스는 "따뜻하고 눈부신 황백색 빛에 휩싸여 순식간에 어둠에서 눈부신 햇살로 변했다"고 썼다. 콤파니아 언덕에서 관찰하던 랄프 칼라일 스미스는 이렇게 썼다.
나는 왼쪽 눈에 용접 고글을 쓰고 똑바로 응시하고 있었고, 오른쪽 눈은 뜨고 있었다. 갑자기 내 오른쪽 눈은 아무런 강도 증가 없이 즉시 사방에서 나타난 빛에 눈이 멀었다. 내 왼쪽 눈은 엄청난 거품이나 혹 모양의 버섯처럼 불덩이가 솟아오르는 것을 볼 수 있었다. 나는 거의 즉시 왼쪽 눈에서 고글을 떨어뜨리고 빛이 위로 올라가는 것을 지켜보았다. 빛의 강도는 빠르게 떨어졌고, 따라서 내 왼쪽 눈을 멀게 하지는 않았지만 여전히 놀랍도록 밝았다. 그것은 노란색으로 변했다가 빨간색으로, 그리고 나서 아름다운 보라색으로 변했다. 처음에는 반투명한 특징을 가졌지만, 곧 색을 띤 또는 색깔 있는 흰 연기 모양으로 변했다. 불덩이는 일종의 두꺼비 효과로 솟아오르는 것처럼 보였다. 나중에 기둥은 흰 연기 기둥처럼 진행되었고, 묵직하게 움직이는 것처럼 보였다. 구름에 구멍이 뚫렸지만, 흰 연기 기둥 훨씬 위에 두 개의 안개 고리가 나타났다. 관찰자들 사이에서는 자발적인 환호가 터져 나왔다. 폰 노이만 박사는 "그것은 적어도 5,000톤이었고 아마도 훨씬 더 많았을 것"이라고 말했다.
공식적으로 시험 관람을 초청받은 유일한 여성 스태프는 메리 아르고였지만, 조안 힌턴은 몰래 들어왔다.
빛의 바다 바닥에 있는 것 같았다. 우리는 사방에서 빛에 흠뻑 젖었다. 빛은 폭탄이 빨아들이는 것처럼 폭탄 속으로 물러났다. 그리고 보라색과 파란색으로 변하더니 위로, 위로, 위로 올라갔다. 우리는 여전히 속삭이고 있었는데 구름이 솟아오르는 햇빛에 닿는 높이에 도달하여 자연 구름을 없앴다. 우리는 아래는 어둡고 붉은색, 위는 대낮인 구름을 보았다. 그러다 갑자기 소리가 우리에게 도달했다. 매우 날카롭고 쿵쿵거리는 소리였고, 모든 산들이 함께 쿵쿵거렸다. 우리는 갑자기 큰 소리로 말하기 시작했고 온 세상에 노출된 기분을 느꼈다.
토머스 패럴은 시험에 대한 공식 보고서에서 (처음에 "그 장발족들이 일을 저질렀군!"이라고 외쳤다) 다음과 같이 썼다.
조명 효과는 말로 표현할 수 없을 정도였다. 온 나라는 한낮의 태양보다 몇 배나 강렬한 맹렬한 빛으로 밝아졌다. 그것은 황금색, 보라색, 보라색, 회색, 그리고 파란색이었다. 그것은 주변 산맥의 모든 봉우리, 균열, 능선을 말로 표현할 수 없는 명확하고 아름답게 비추었다. 하지만 그것을 상상하려면 직접 봐야만 한다 ...
뉴욕 타임스의 윌리엄 L. 로렌스는 1945년 초 그로브스의 요청으로 맨해튼 계획에 일시적으로 전근되었다. 그로브스는 로렌스가 트리니티와 일본 원폭 투하를 포함한 중요한 사건들을 관람할 수 있도록 주선했다. 로렌스는 맨해튼 계획의 홍보 직원들의 도움을 받아 보도 자료를 작성했다. 나중에 그는 이렇게 회고했다.
큰 외침이 공기를 가득 채웠다. 사막 식물처럼 땅에 뿌리박혀 있던 작은 무리들이 춤을 추기 시작했다. 마치 원시인이 봄이 오는 불 축제에서 춤을 추는 듯한 원시적인 리듬이었다.
폭발을 목격한 초기 환희가 가라앉자, 베인브리지는 오펜하이머에게 "이제 우리는 모두 개자식들이 되었다"고 말했다. 라비는 오펜하이머의 반응을 알아차렸다. "그의 걸음걸이를 절대 잊지 못할 것이다." 라비는 회상했다. "그가 차에서 내리는 모습을 절대 잊지 못할 것이다 ... 그의 걸음걸이는 하이 눈 같았다 ... 일종의 뽐내는 걸음걸이였다. 그는 해냈다."
오펜하이머는 나중에 폭발을 목격하면서 힌두교 경전인 바가바드 기타 (XI,12)의 한 구절을 떠올렸다고 회고했다.
| दिवि सूर्यसहस्रस्य भवेद्युगपदुत्थिता। यदि भाः सदृशी सा स्याद्भासस्तस्य महात्मनः।। | 만 개의 태양의 광휘가 한꺼번에 하늘로 솟구쳐 오른다면, 그것이 그 위대한 이의 광채와 같으리라. |

몇 년 후 그는 그 당시 또 다른 구절이 머릿속에 떠올랐다고 설명했다.
우리는 세상이 예전과 같지 않을 것임을 알았다. 몇몇 사람들은 웃었고, 몇몇 사람들은 울었다. 대부분의 사람들은 침묵했다. 나는 힌두교 경전 바가바드 기타의 구절을 기억했다. 비슈누는 왕자에게 자신의 의무를 다해야 한다고 설득하려 하고, 그를 감동시키기 위해 그의 다중 팔 형태를 취하며 말한다. '이제 나는 죽음이 되었으니, 세상의 파괴자이다.' 나는 우리 모두가 어떤 식으로든 그렇게 생각했다고 본다.
존 R. 루고는 앨버커키 동쪽 30 마일 (48 km) 상공 10,000 피트 (3,000 m)에서 미 해군 수송기를 서해안으로 향하며 비행하고 있었다. "내 첫인상은 남쪽에서 해가 뜨는 것 같았어요. 정말 엄청난 불덩이였죠! 너무 밝아서 비행기 조종석이 환하게 빛났어요." 루고는 앨버커키에 무전 연락을 했다. 그는 폭발에 대한 설명은 듣지 못했지만, "남쪽으로는 비행하지 말라"는 지시를 받았다.

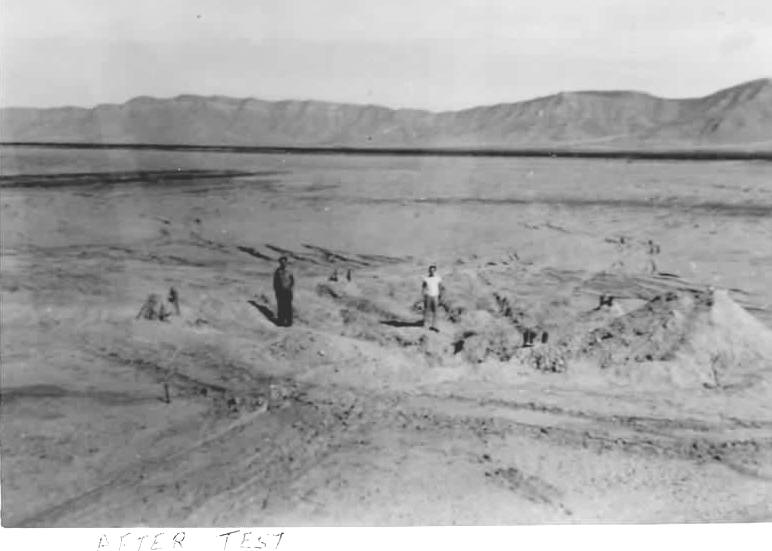
시험 후 그라운드 제로
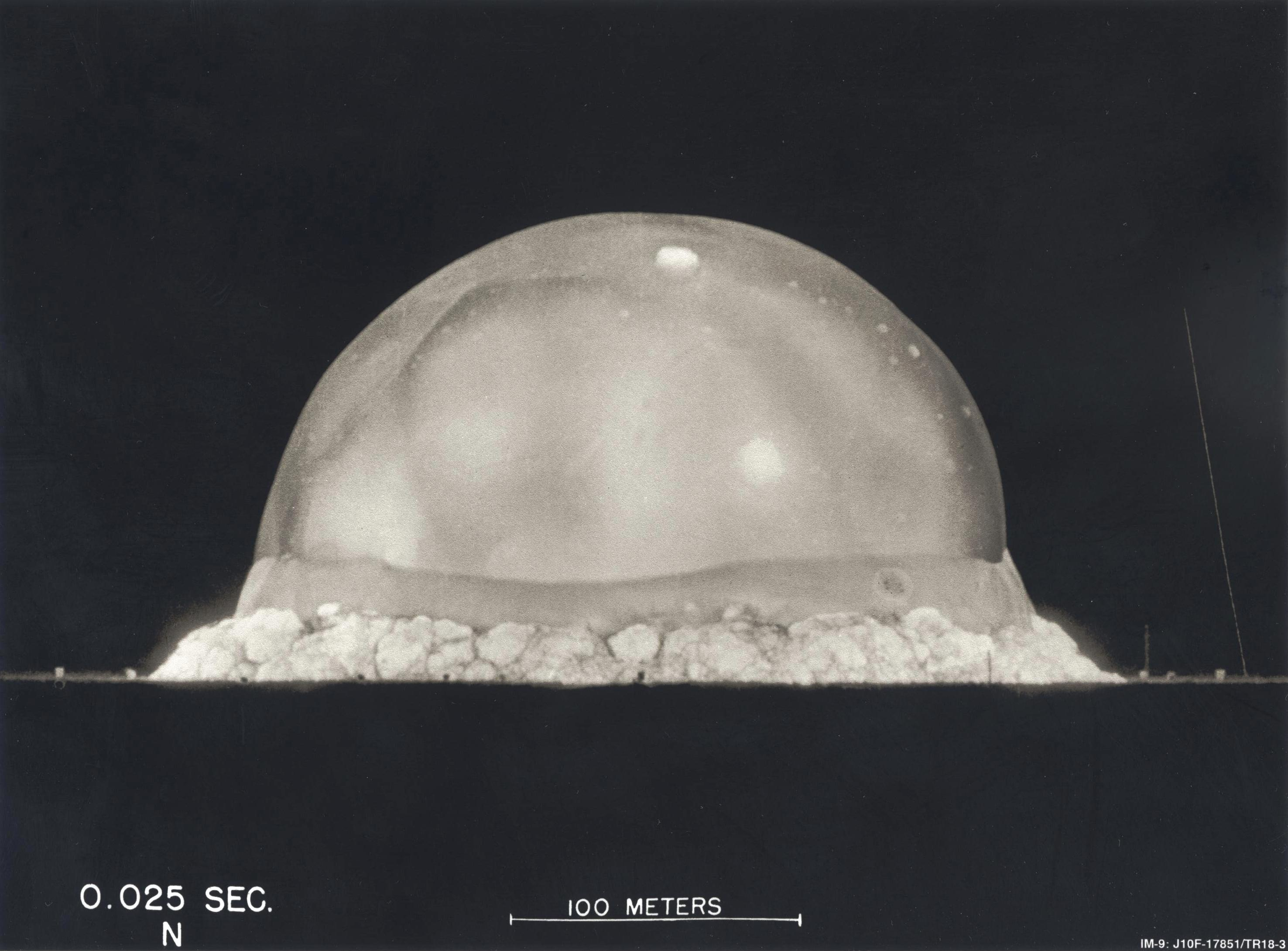
트리니티 폭발, 폭파 25ms 후. 이 사진에서 보이는 화구 반구의 최고점은 약 200 미터 (660 ft) 높이이다.
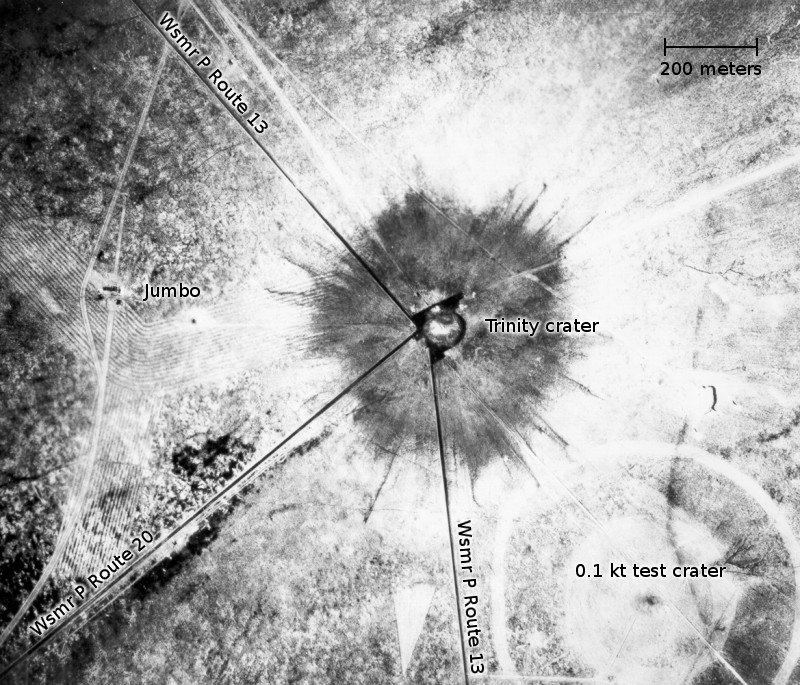
시험 직후 트리니티 분화구의 공중 사진[g]

### 계측 및 측정

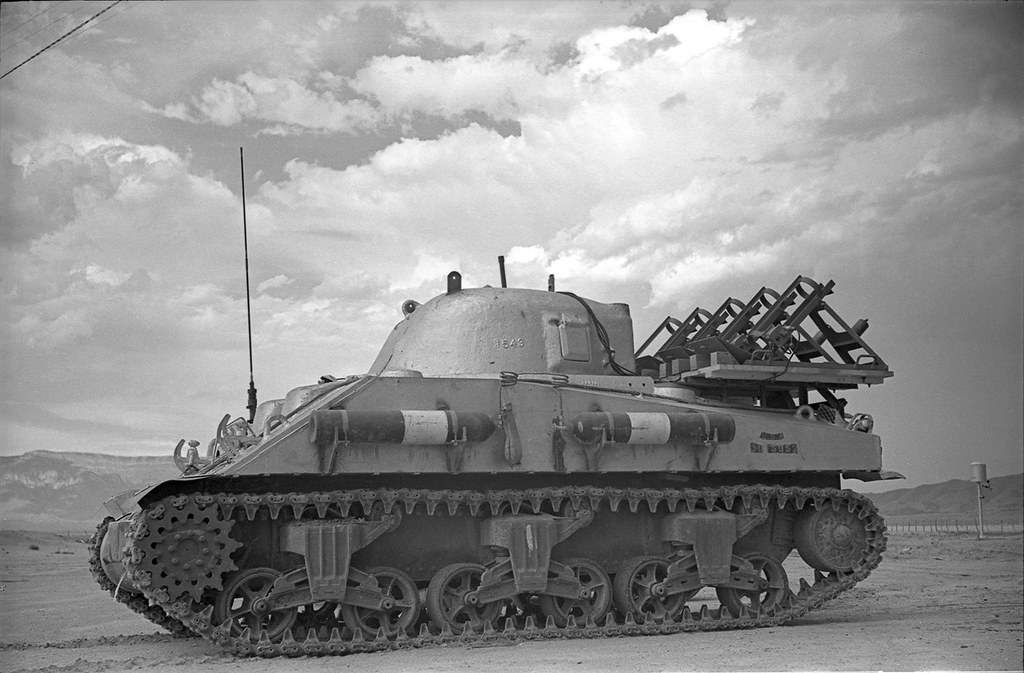
트리니티 시험에 사용된 납으로 안감을 댄 셔먼 전차

로스앨러모스의 T (이론) 부서는 5 and 10 TNT 킬로톤 (21 and 42 TJ) 사이의 핵출력을 예측했다. 폭발 직후, 두 대의 납으로 안감을 댄 M4 셔먼 전차가 분화구로 향했다. 그들이 채취한 토양 샘플의 방사화학 분석 결과, 총 핵출력(또는 에너지 방출량)은 약 18.6 TNT 킬로톤 (78 TJ)로 나타났다. 이 방법은 핵폭발의 효율성을 결정하는 가장 정확한 수단으로 판명되었으며, 이후 오랫동안 사용되었다.
충격파의 에너지는 다양한 물리적 원리를 사용하는 수많은 센서에 의해 측정되었다. 압전기 충격파 게이지는 측정 범위를 벗어나 기록을 얻지 못했다. 초과 속도 충격파-수율 측정(폭발 현장에서 음속을 정밀하게 측정한 후 충격파의 속도와 비교)은 충격파 압력의 가장 정확한 측정 중 하나를 제공했다. 또 다른 방법은 충격파의 최대 압력을 기록하도록 설계된 알루미늄 다이어프램 박스 게이지를 사용하는 것이었다. 이 게이지는 9.9 TNT 킬로톤 (41 TJ) ± 1.0 TNT 킬로톤 (4.2 TJ)의 충격 에너지를 나타냈다. 이들은 다른 여러 유형의 기계식 압력 게이지로 보완되었다. 그리고 그 중 하나만이 약 10 TNT 킬로톤 (42 TJ)의 합리적인 결과를 제공했다.
페르미는 폭발로 방출된 에너지를 측정하기 위해 자체 실험을 수행했다. 그는 훗날 이렇게 회고했다.
폭발 후 약 40초 후에 공기 충격파가 나에게 도달했다. 나는 충격파가 통과하기 전, 도중, 후에 약 6피트 높이에서 작은 종이 조각들을 떨어뜨려 그 강도를 추정하려고 했다. 당시 바람이 없었기 때문에 나는 떨어지는 종이 조각들이 충격파가 통과하는 동안 실제로 얼마나 이동했는지 매우 분명하게 관찰하고 측정할 수 있었다. 이동 거리는 약 2.5미터였고, 그 당시 나는 이것이 1만 톤의 T.N.T.가 만들어내는 폭발과 일치한다고 추정했다.
| 현대 기초 물리학, 트리니티 시험 및 기타 데이터는 해수면 근처에서 핵분열 폭발에 대해 다음과 같은 총 폭풍 및 열 에너지 분획을 관찰했다. |     |
| 폭발 | 50% |
| 열에너지 | 35% |
| 초기 이온화 방사선 | 5%  |
| 잔류 낙진 방사선 | 10% |

또한 여러 개의 감마선 및 중성자 검출기가 있었지만, 폭발에서 살아남은 것은 거의 없었고, 그라운드 제로 200피트 이내의 모든 계측기는 파괴되었지만, 방출된 이온화 방사선의 감마선 구성 요소를 측정할 수 있을 만큼 충분한 데이터가 회수되었다.
약 50대의 다양한 카메라가 설치되어 동영상 및 정지 사진을 촬영했다. 초당 10,000프레임을 촬영하는 특수 패스택스 카메라는 폭발의 미세한 세부 사항을 기록할 예정이었다. 분광 사진기는 폭발에서 방출되는 빛의 파장을 기록하고, 바늘구멍 사진기는 감마선을 기록할 예정이었다. 10,000-야드 (9,100 m) 스테이션의 회전 드럼 분광기는 처음 100분의 1초 동안 스펙트럼을 얻을 것이었다. 또 다른 느린 기록 장치는 화구를 추적할 것이었다. 카메라는 타워에서 불과 800 야드 (730 m) 떨어진 벙커에 강철과 납 유리로 보호되어 설치되었고, 납으로 안감을 댄 전차로 끌어낼 수 있도록 썰매에 장착되었다. 일부 관찰자들은 보안에도 불구하고 자신들의 카메라를 가져왔다. 세그레는 잭 에이비를 그의 35mm 퍼펙스 44와 함께 데려왔다. 그는 폭발 폭발의 유일한 잘 노출된 컬러 사진을 촬영했다.
폭발 구성 요소의 에너지와 폭발의 빛 출력 및 두 가지 형태의 이온화 방사선의 기여를 포함한 트리니티 폭탄의 총 핵출력에 대한 공식 추정치는 21 TNT 킬로톤 (88 TJ)이다. 이 중 약 15 TNT 킬로톤 (63 TJ)는 플루토늄 핵의 핵분열에 의해, 약 6 TNT 킬로톤 (25 TJ)는 천연 우라늄 템퍼의 핵분열에 의해 기여되었다. 2021년에 발표된 데이터의 재분석 결과 핵출력은 24.8 ± 2 TNT 킬로톤 (103.8 ± 8.4 TJ)로 나타났다.
폭발의 규모에 대한 데이터 수집 결과, 히로시마 폭격의 폭발 고도는 마하 줄기 폭발 강화 효과를 활용하기 위해 1,885 피트 (575 m)로 설정되었다. 나가사키의 최종 폭발 고도는 1,650 피트 (500 m)로, 마하 줄기가 더 일찍 시작되도록 했다. 내파가 작동한다는 사실을 알게 된 오펜하이머는 그로브스에게 리틀 보이 포신형 무기에 사용된 우라늄-235가 플루토늄과 농축 우라늄을 포함하는 복합 핵을 가진 팻 맨 내파형 무기에서 더 경제적으로 사용될 수 있다고 권고했다. 첫 리틀 보이로는 너무 늦었지만, 복합 핵은 곧 생산에 들어갈 예정이었다.

### 민간인 감지
시험에서 나온 빛은 앨라모고도에서 280 마일 (450 km) 떨어진 애머릴로의 산맥 너머까지 보였다. 제2공군은 그로브스가 몇 주 전에 준비한 위장 보도 자료를 발행했는데, 이는 폭발을 기지 내 탄약고의 우발적인 파괴로 묘사했다. 로렌스가 작성한 보도 자료는 다음과 같이 진술했다.
앨러모고도, 뉴멕시코주, 7월 16일
앨러모고도 육군 비행장 사령관은 오늘 다음과 같이 발표했습니다: "오늘 아침 앨러모고도 비행장 구역에서 발생한 대규모 폭발에 대해 여러 문의가 접수되었습니다. 고폭약과 화약류를 상당량 보관하고 있던 외딴 탄약고가 폭발했습니다. 인명 손실이나 부상은 없었으며, 탄약고 외부의 재산 피해는 미미합니다. 폭발로 인해 터진 가스탄의 내용물에 영향을 미치는 기상 조건으로 인해 육군이 인근 지역의 일부 민간인들을 일시적으로 대피시키는 것이 바람직할 수 있습니다."
로렌스는 성공적인 시험을 위한 위장 보도 자료(사용된 자료), 주변 지역에 심각한 피해를 입히고 인근 주민들을 대피시키는 재앙적인 시나리오, 그리고 사망자 이름의 자리 표시자를 포함하여 다양한 결과에 대한 4가지 보도 자료를 준비했다. 로렌스는 시험의 증인이었기 때문에 마지막 보도 자료가 사용된다면 그것이 자신의 사망 기사가 될 수도 있다는 것을 알고 있었다. 같은 날 발행된 신문 기사에는 "폭발은 엘패소에서 실버시티, 갤럽, 소코로, 앨버커키까지 이르는 지역 전체에서 보이고 느껴졌다"고 명시되어 있었다. 이 기사들은 뉴멕시코에서 실렸지만, 동부 해안 신문들은 이를 무시했고, 빛을 본 지역 주민들은 위장 기사를 받아들였다.
트리니티 시험에 대한 정보는 히로시마 폭격 직후 공개되었다. 1945년 8월 12일 발표된 스미스 보고서는 폭발에 대한 일부 정보를 제공했으며, 몇 주 후 프린스턴 대학교 출판부에서 발행된 판본에는 국방부의 시험 보도 자료가 부록 6으로 포함되어 있었고, "구근형" 트리니티 화구의 유명한 사진들이 실려 있었다.

### 공식 통지
시험 결과는 독일 포츠담 회담에 참석 중인 헨리 L. 스팀슨 미국 육군 장관에게 그의 보좌관 조지 L. 해리슨이 보낸 암호화된 메시지로 전달되었다.
오늘 아침 수술이 진행되었습니다. 진단은 아직 완료되지 않았지만 결과는 만족스러운 것으로 보이며 이미 예상을 뛰어넘습니다. 많은 관심이 광범위하게 확대되므로 현지 언론 보도가 필요합니다. 그로브스 박사는 기뻐하고 있습니다. 그는 내일 돌아올 것입니다. 계속 소식을 전해드리겠습니다.
이 메시지는 포츠담 외곽 바벨스베르크에 있는 "작은 백악관"에 도착했고, 즉시 트루먼과 제임스 F. 번즈 국무장관에게 전달되었다. 해리슨은 7월 18일 아침에 도착한 후속 메시지를 보냈다.
의사가 방금 돌아왔는데, 어린 아이가 형처럼 튼튼하다는 것에 매우 열광하고 확신합니다. 그의 눈에서 빛이 여기서 하이홀드까지 보이고, 그의 비명은 여기서 우리 농장까지 들렸을 것입니다.
스팀슨의 여름 별장인 하이홀드는 롱아일랜드에 있었고, 해리슨의 농장은 버지니아주 어퍼빌 근처에 있었기 때문에 이는 폭발이 250 마일 (400 km) 떨어진 곳에서도 보였고, 50 마일 (80 km) 떨어진 곳에서도 들렸다는 것을 나타낸다.
3일 후인 7월 21일, 그로브스가 작성한 13쪽짜리 보고서가 통신원을 통해 포츠담에 도착했다. 이 보고서는 다음과 같이 명시했다.
1945년 7월 16일 05시 30분, 뉴멕시코주 앨러모고도 비행장 외딴 지역에서 최초의 완전 규모 내파형 핵분열 폭탄 시험이 실시되었습니다. 역사상 처음으로 핵폭발이 일어났습니다. 그리고 얼마나 엄청난 폭발이었던가! ... 시험은 누구의 가장 낙관적인 기대치도 뛰어넘어 성공적이었습니다.
보고서는 시험의 위력을 추정하고(15-20킬로톤), 그 효과를 생생하게 묘사했다. 스팀슨은 이 보고서를 트루먼에게 가져갔고, 트루먼은 "엄청나게 기운을 얻었다." 같은 날 트루먼의 새로운 소련에 대한 자신감 있는 접근 방식을 관찰한 윈스턴 처칠은 트루먼이 이 소식의 결과로 "변화된 사람"이 되었다고 결론지었다.

### 낙진
방사능 노출을 측정하는 데 사용된 필름 배지는 N-10,000의 관찰자들이 0.1 뢴트겐 이상 노출되지 않았음을 나타냈다(방사선 방호 및 측정에 관한 국제 위원회 권고 일일 방사선 노출 한계의 절반). 그러나 방사능 구름이 도달하기 전에 대피소는 비워졌다. 폭발은 예상보다 효율적이었고, 열 상승기류가 대부분의 구름을 충분히 높이 끌어올려 시험장에는 거의 낙진이 떨어지지 않았다. 그럼에도 불구하고, 핵분열은 5.9 킬로그램 (13 lb)의 플루토늄 중 1.4 킬로그램 (3 lb)만을 소모하여, 4.5 킬로그램 (10 lb)가 대기와 낙진으로 퍼졌다. 분화구는 트리니타이트 형성으로 인해 예상보다 훨씬 더 방사능에 오염되었으며, 두 대의 납으로 안감을 댄 셔먼 전차 승무원들은 상당한 노출을 겪었다. 앤더슨의 선량계와 필름 배지는 7~10 뢴트겐을 기록했고, 세 번 왕복한 전차 운전사 중 한 명은 13~15 뢴트겐을 기록했다.

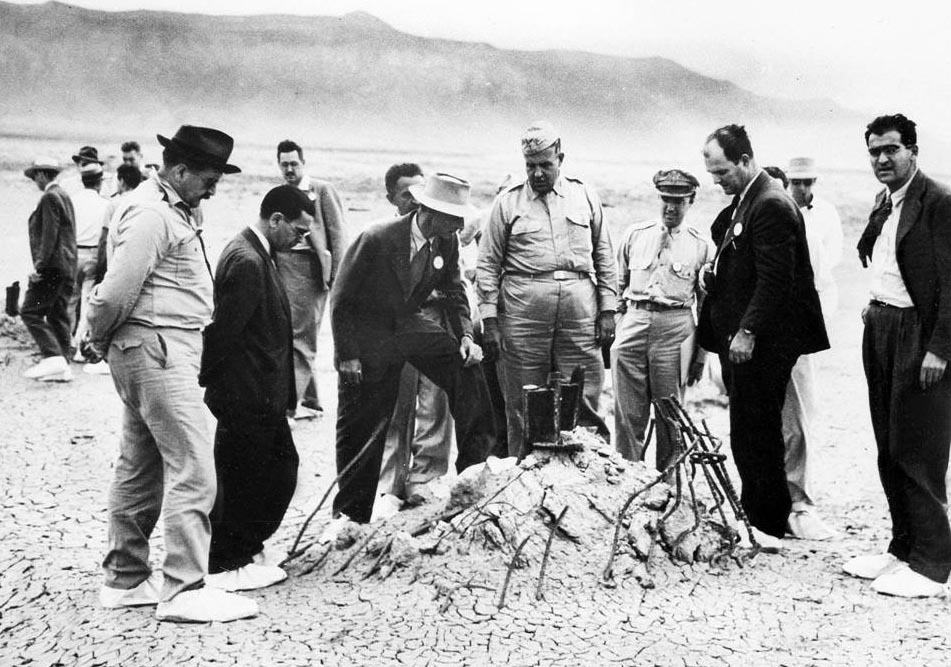
그로브스와 오펜하이머가 시험 타워 다리 잔해 옆에 서 있다. 캔버스 덧신은 신발에 트리니타이트가 묻지 않게 했다.

제한된 시험 지역 밖에서 가장 심한 낙진 오염은 폭발 지점에서 30 마일 (48 km) 떨어진 추파데라 메사에서 발생했다. 그곳의 낙진은 해당 지역의 가축 중 일부에 흰 안개처럼 내려앉아 국소적인 베타 화상과 등 털의 일시적인 손실을 초래했다고 보고되었다. 털이 자라면서 하얗게 변색된 부분이 생겼다. 육군은 목장주로부터 총 88마리의 소를 구매했는데, 가장 심하게 표시된 17마리는 로스앨러모스에 보관되었고, 나머지는 장기 관찰을 위해 오크리지로 운송되었다.
2020년 미국 국립암연구소의 후원 아래 발표된 선량 재구성 연구는 뉴멕시코주의 5개 카운티가 가장 심한 방사능 오염을 겪었음을 기록했다: 과달루페군 (뉴멕시코주), 링컨군 (뉴멕시코주), 샌미겔군 (뉴멕시코주), 소코로군, 토런스군. 시험장 근처 주변 지역에 사는 사람들은 프로젝트에 대해 알지 못했고, 나중에 네바다 핵 실험장에서 실시된 유사한 시험으로 인한 심각한 지역 건강 문제를 다룬 1990년 방사선 노출 보상법의 "하류 주민(downwinders)" 지원 대상에 포함되지 않았다. 뉴멕시코 주민들을 법안 적용 대상에 추가하려는 의회의 노력은 2024년에도 계속되었다.
1945년 8월, 히로시마 폭격 직후, 코닥 사는 당시 보통 판지 상자에 포장되던 필름에서 얼룩과 안개를 발견했다. 코닥 사의 직원인 J. H. 웹은 이 문제를 연구하여 오염이 미국 어딘가에서 발생한 핵폭발에서 비롯되었을 것이라고 결론지었다. 그는 사건의 시기 때문에 히로시마 폭탄이 원인일 가능성을 배제했다. 낙진의 핫스팟이 인디애나주의 제지소에서 옥수수 껍질로 판지 펄프를 제조하는 데 사용되는 강물에 오염되었다. 웹은 자신의 발견의 중요성을 인지하고 1949년까지 이 비밀을 지켰다.
이 사건과 1951년의 다음 대륙간 미국 시험은 선례를 남겼다. 이후 네바다 핵 실험장에서 실시된 대기권 핵 시험에서는 미국 원자력위원회 관계자들이 사진 산업에 잠재적 오염 지도와 예측, 예상 낙진 분포를 제공하여, 오염되지 않은 재료를 구매하고 기타 보호 조치를 취할 수 있도록 했다.

## 현재의 시험장
1953년 9월, 약 650명이 최초의 트리니티 시험장 공개 행사에 참석했다. 트리니티 시험장 공개 행사의 방문객들은 그라운드 제로와 맥도날드 목장 주택 지역을 볼 수 있다. 시험 후 70년이 넘었지만, 시험장의 잔류 방사선은 해당 지역의 정상적인 자연방사선보다 약 10배 높았다. 시험장을 1시간 방문하는 동안 받는 방사능 노출량은 미국 성인이 자연 및 의료원에서 하루 평균 받는 총 방사능 노출량의 약 절반에 해당한다.
1965년 12월 21일, 51,500-에이커 (20,800 ha)의 트리니티 시험장은 미국 국립역사기념물 지구로 선언되었고, 1966년 10월 15일에는 미국 국립사적지에 등재되었다. 이 기념물에는 과학자들과 지원팀이 거주했던 기지 캠프, 폭탄이 폭발하기 위해 설치되었던 그라운드 제로, 그리고 폭탄의 플루토늄 핵이 조립되었던 맥도날드 목장 주택이 포함된다. 오래된 계측 벙커 중 하나는 그라운드 제로 바로 서쪽 도로 옆에 보인다. 1967년에 내부 타원형 울타리가 추가되었고, 외부 울타리와 내부 울타리를 연결하는 복도형 철조망 울타리는 1972년에 완성되었다.
트리니티 기념물은 높이 약 12 피트 (3.7 m)의 거친 용암석 오벨리스크로, 폭발의 진원을 표시한다. 이 오벨리스크는 1965년 육군 인원들이 훈련장 서쪽 경계에서 채취한 현지 암석을 사용하여 세웠다. 1995년 7월 16일(트리니티 시험 50주년)에는 특별 현장 방문이 있었고, 5,000명의 방문객이 다녀갔다. 그 이후로 이 시험장은 매년 4월과 10월 첫째 토요일에 일반에 공개된다.

## 갤러리

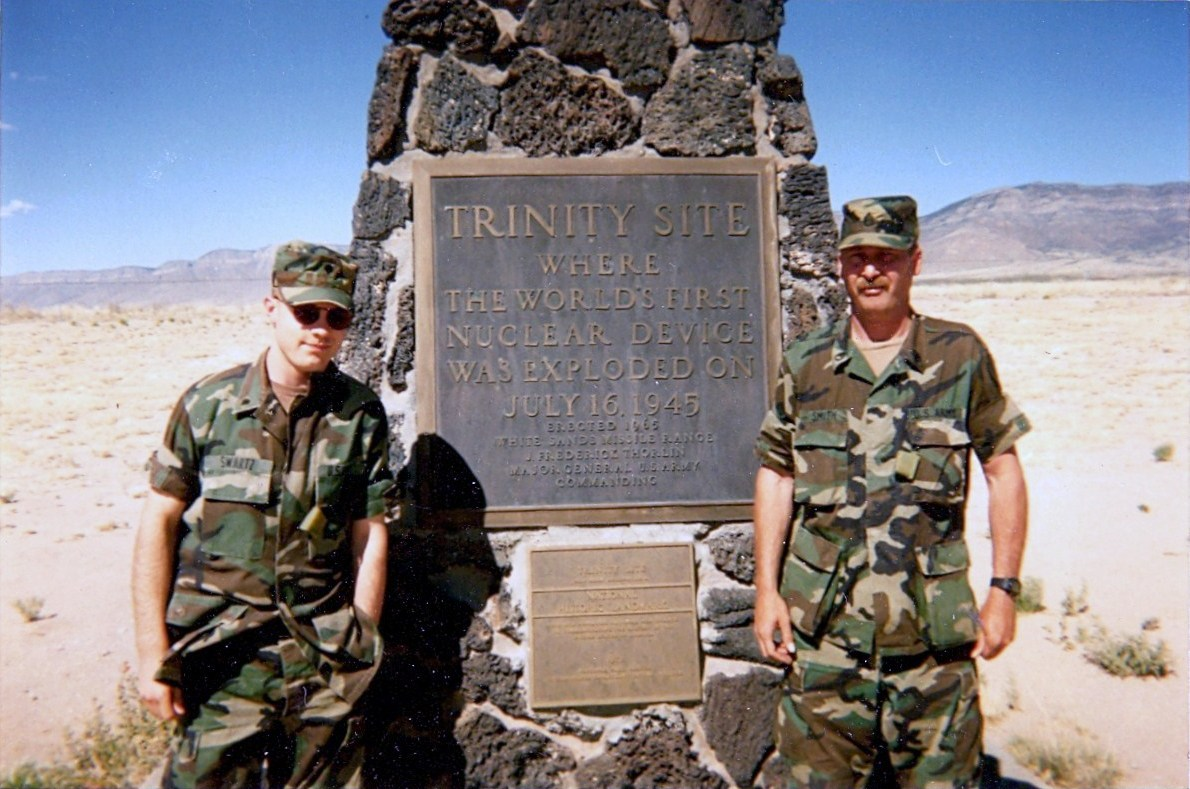
트리니티 시험 50주년 기념 1995년 트리니티 시험장 방문객들
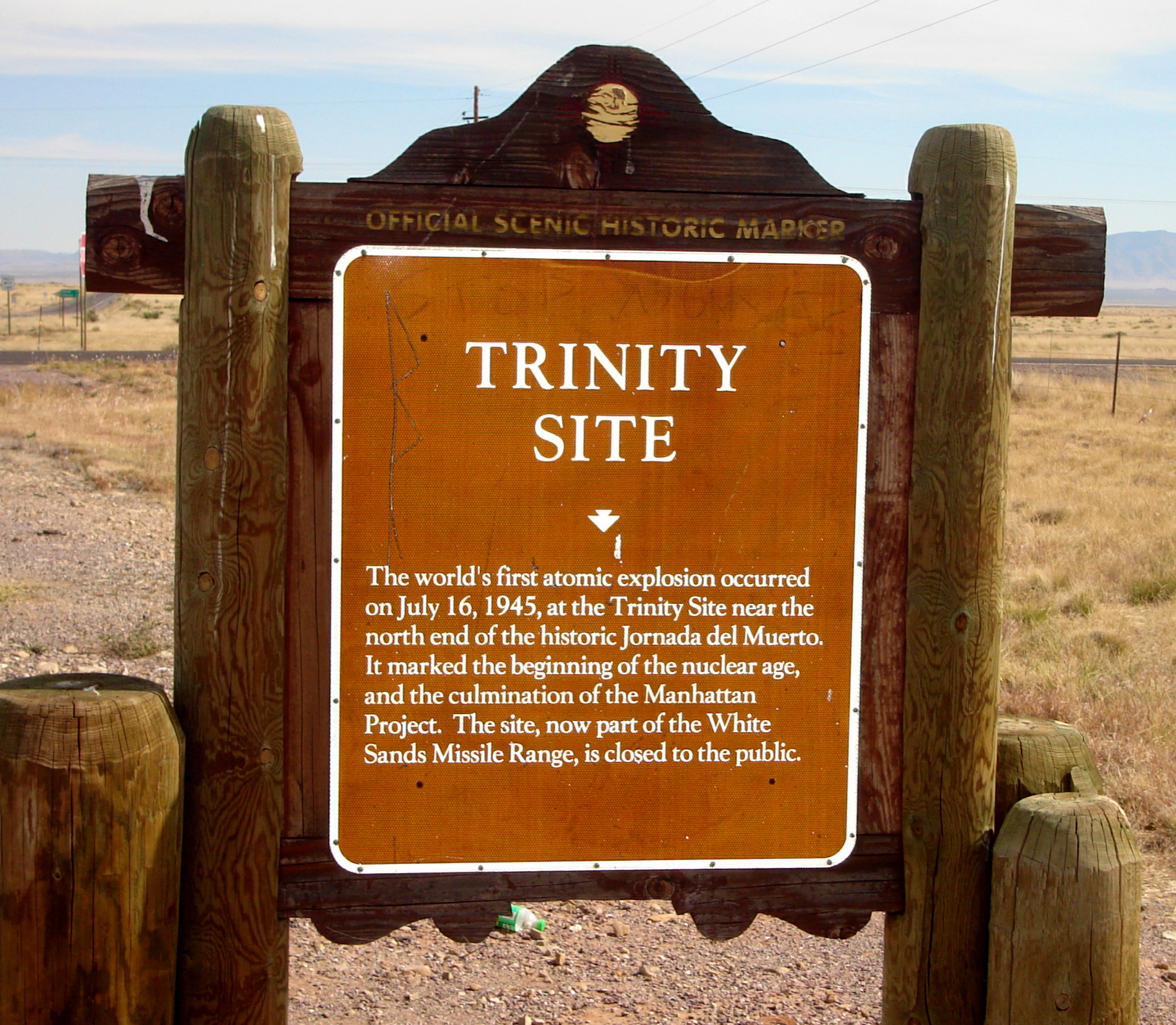
트리니티 시험장 역사 표지판, 2008년
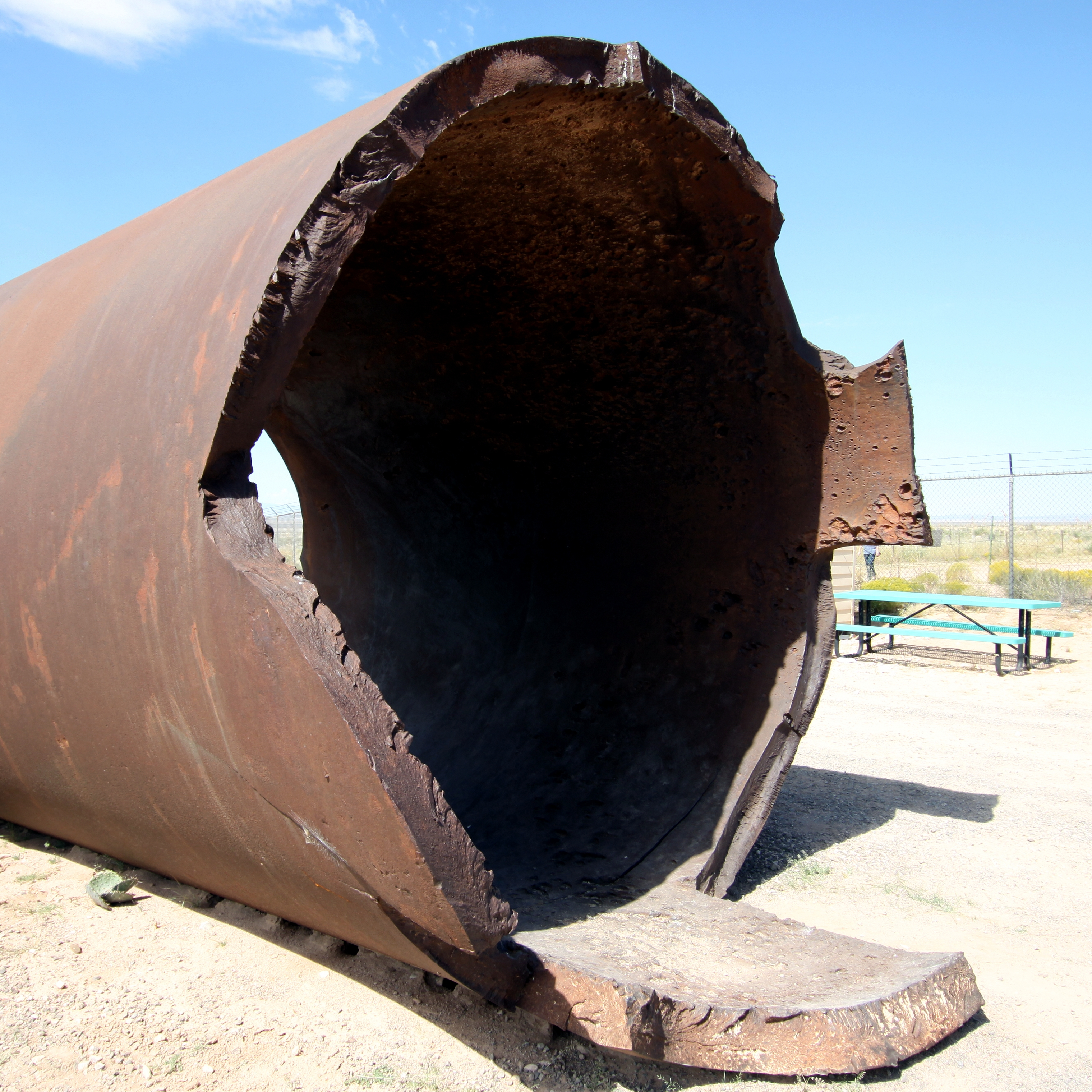
점보 잔해, 2010년
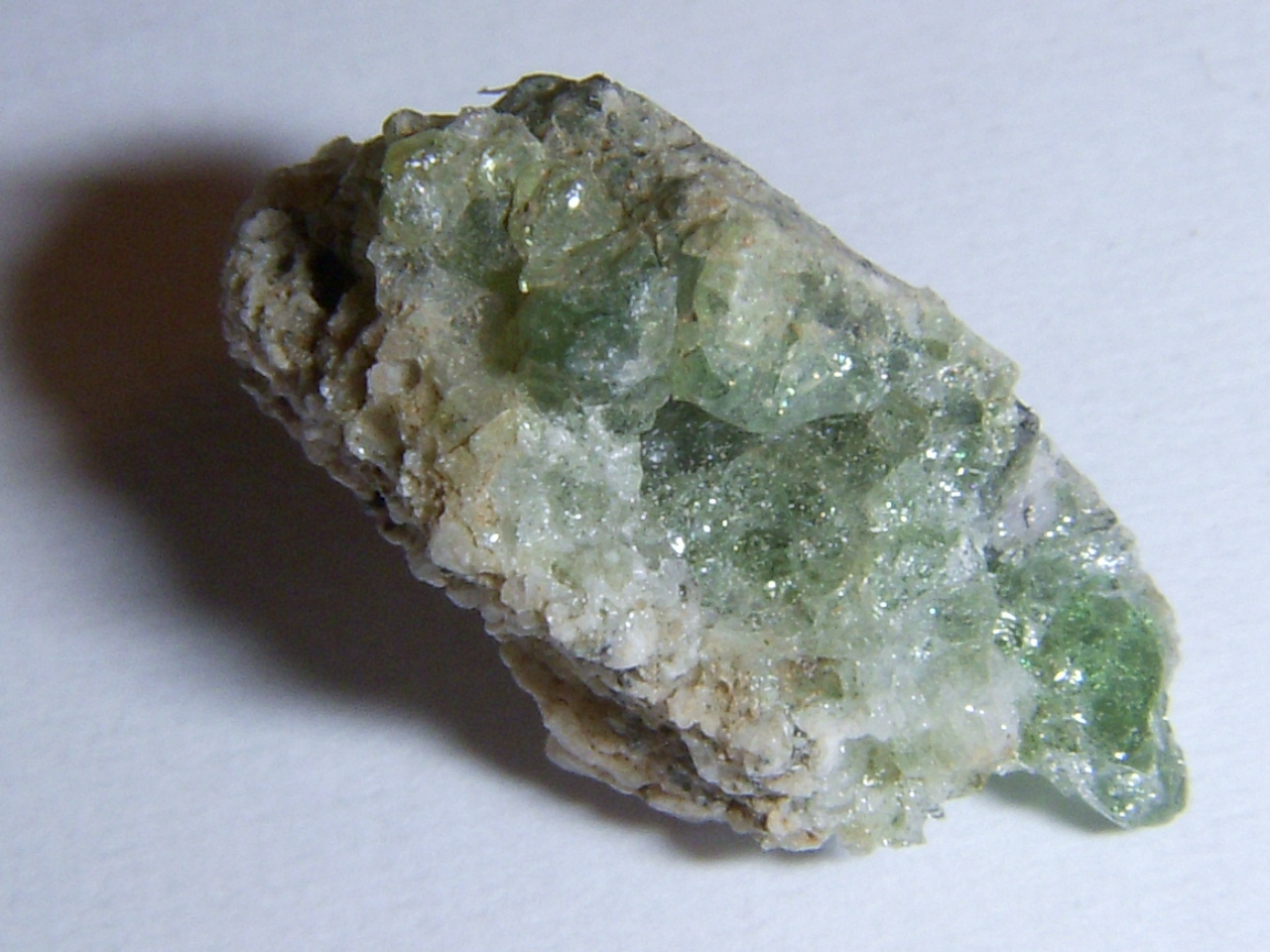
트리니타이트
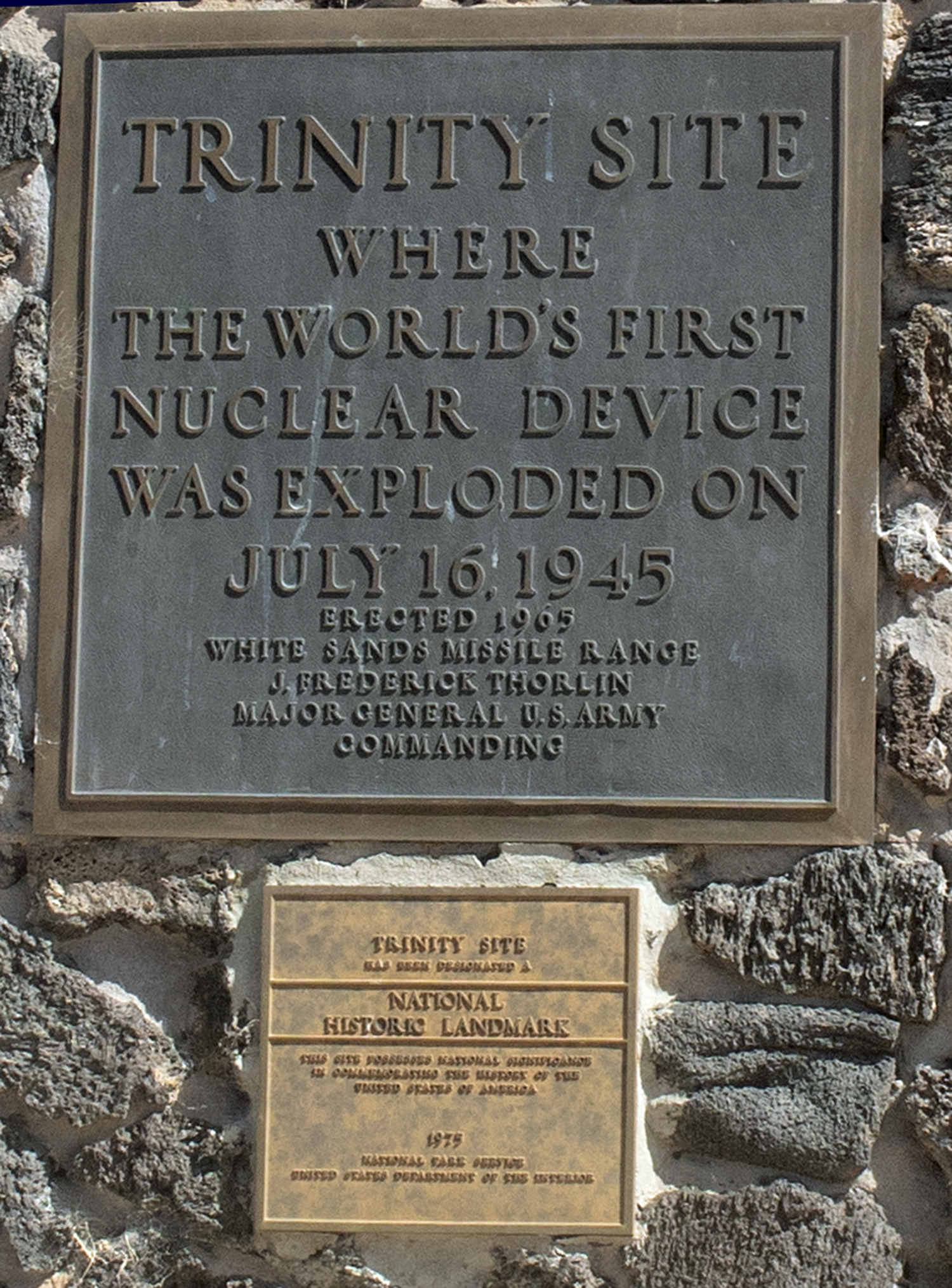
오벨리스크 기념비의 명판 근접 촬영, 2018년
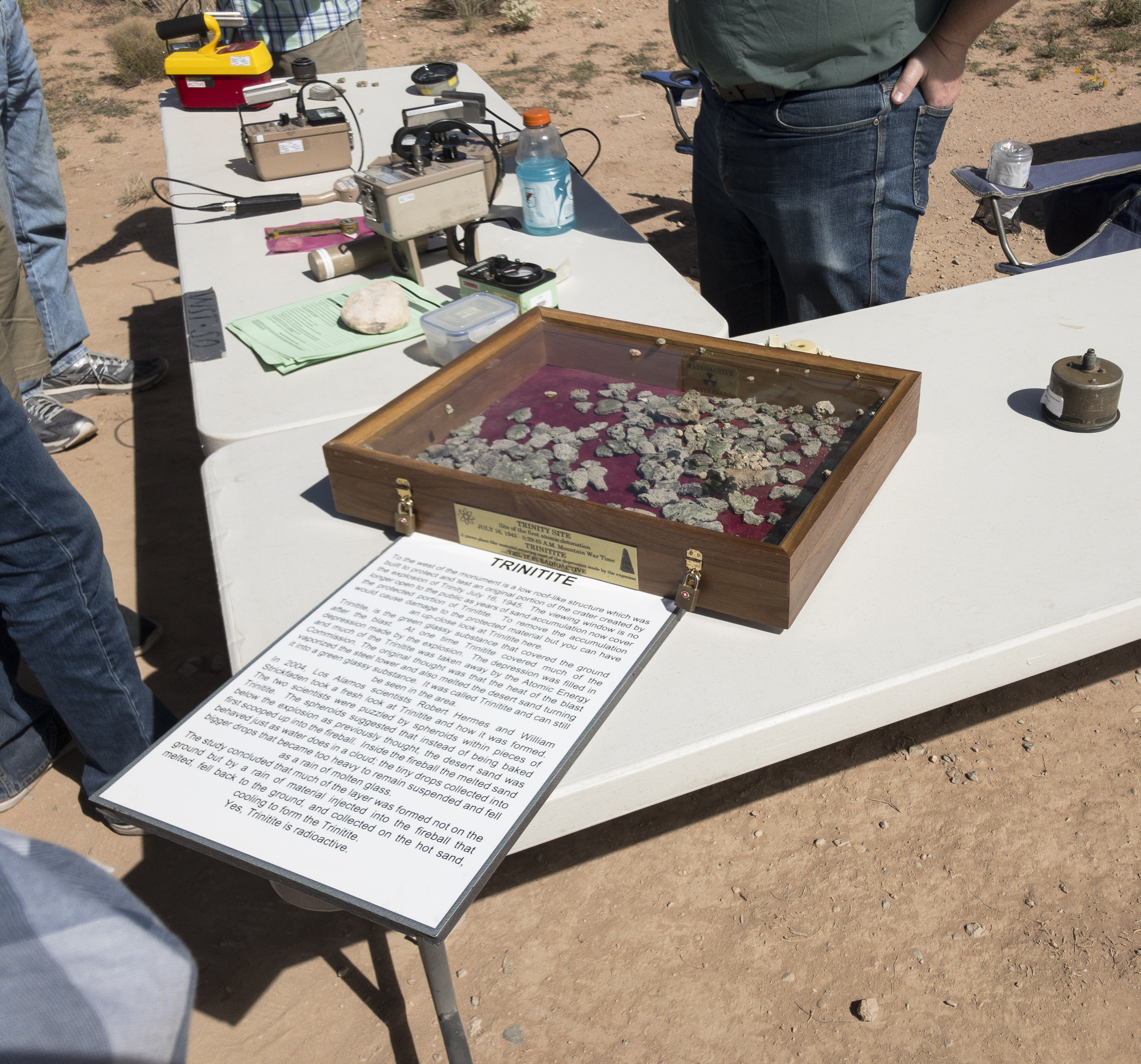
트리니타이트 전시 테이블, 2018년
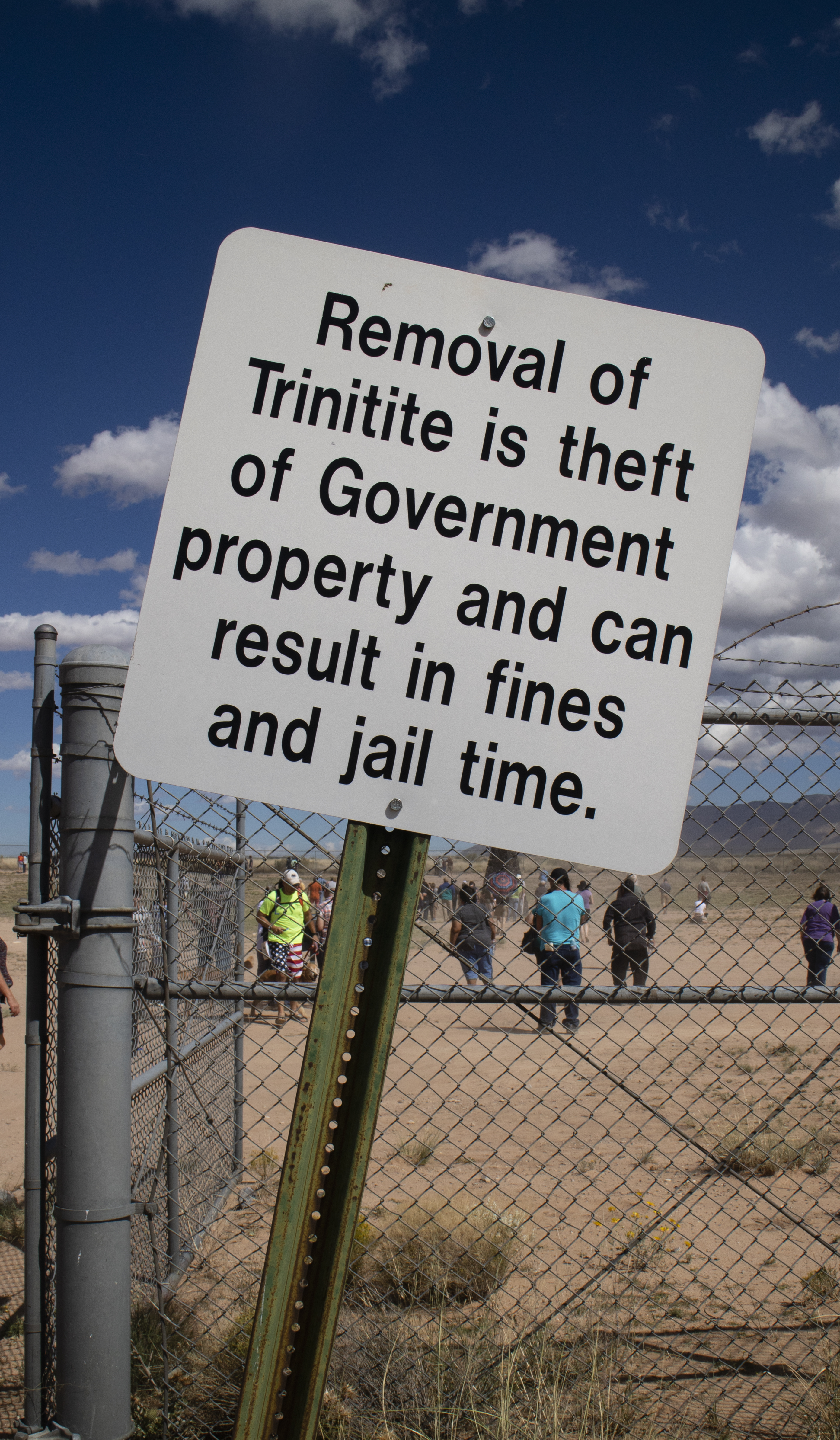
그라운드 제로에서 트리니타이트 제거 금지 표지판, 2018년
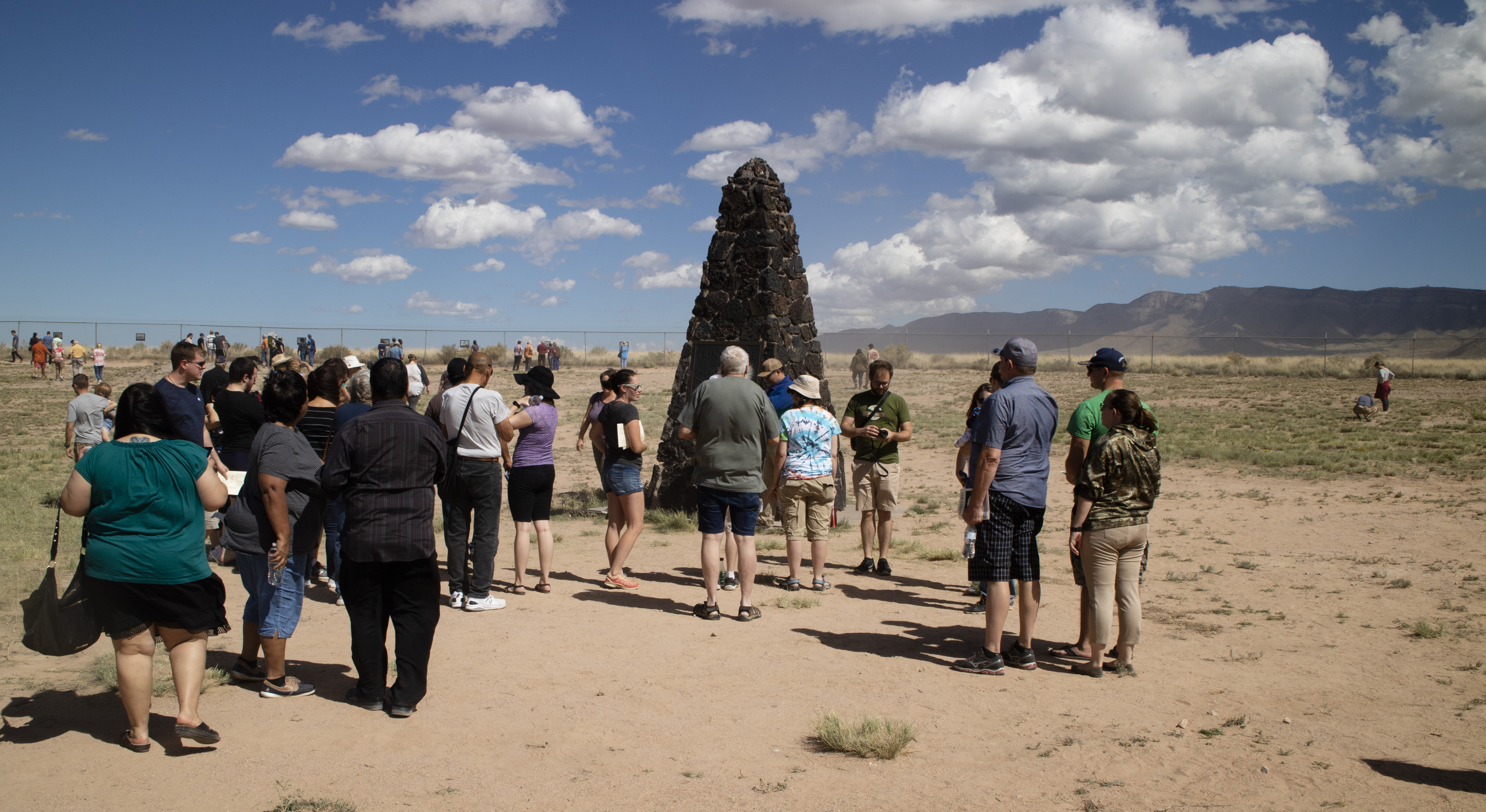
그라운드 제로 기념비 주변에 모인 사람들, 2018년
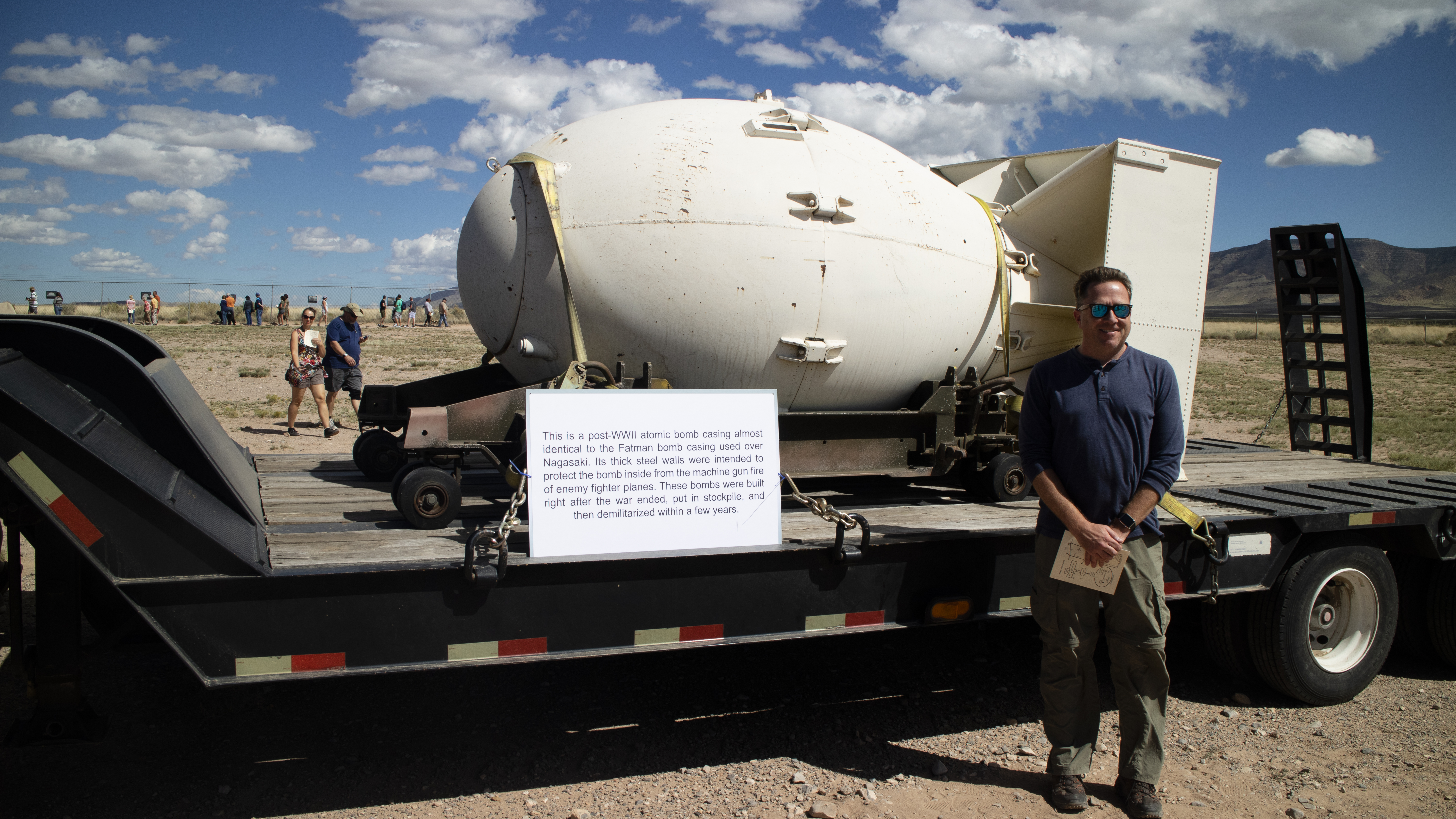
제2차 세계 대전 후 팻 맨 폭탄 외피 (나가사키에 사용된 것과 거의 동일)

## 대중문화에서
트리니티 시험은 다큐멘터리 영화와 극화 등 다양한 미디어 형태로 묘사되었다. 1946년, 타임 Inc.는 마치 오브 타임의 배너 아래 18분짜리 다큐멘터리 영화 아토믹 파워를 제작하여 극장에서 개봉했다. 이 영화에는 J. 로버트 오펜하이머와 어니스트 로렌스를 포함하여 프로젝트에 참여했던 많은 사람들이 실제 논의와 트리니티 시험으로 이어진 사건들을 재현한 배우로 출연했다.:291–296 1947년, 핵무기 개발을 다루고 트리니티 시험을 묘사한 다큐드라마 더 비기닝 오어 더 엔드가 개봉되었다.
1980년 초, BBC와 미국 텔레비전 방송국 WGBH-TV가 공동 제작한 텔레비전 드라마 미니시리즈 오펜하이머가 BBC Two에서 7개 에피소드로 방영되었다. 트리니티 시험은 5번째 에피소드에 묘사되었다. 1981년 초에는 트리니티 시험의 사건들을 집중 조명한 다큐멘터리 더 데이 애프터 트리니티가 개봉되었다. 1989년에는 장편 영화 멸망의 창조가 트리니티 시험을 묘사했다. 두 다큐멘터리 영화인 트리니티 앤 비욘드와 더 밤은 각각 1995년과 2015년에 개봉되었다. 2017년 트윈 픽스의 8화에서는 트리니티 시험이 플래시백의 일부로 환상적으로 묘사되며, 쇼의 주요 적대자인 밥의 간접적인 기원 이야기를 제공한다.
2023년 영화 오펜하이머의 감독 크리스토퍼 놀란은 트리니티 시험을 "[영화] 전체 이야기의 지지점"이라고 불렀다. 그는 컴퓨터 생성 이미지를 통해 폭발을 묘사하는 것을 피하고, 대신 실제 특수 효과를 사용했다. 비교적 작은 폭발 (가솔린, 프로판, 알루미늄 가루, 마그네슘 사용)을 촬영한 후, 강제 원근법을 사용하여 관객에게 트리니티 규모의 폭발이라는 인상을 주었다. 이 영화의 인기로 인해 『더 데이 애프터 트리니티』와 같은 트리니티 시험을 다룬 이전 미디어 작품들이 다시 주목받게 되었다.

## 내용주
1. 1 2  산악 전시(MWT)는 그리니치 평균시(GMT)(협정 세계시(UTC)의 이전 명칭)보다 6시간 느렸다.)
2. ↑  "Hymn to God, My God, in My Sickness"라는 시에서 발췌
3. ↑  성스러운 소네트, 성스러운 소네트 14
4. ↑  매트리스는 장치를 보호하지 못했지만, 사람들에게는 안도감을 주었다.[77]
5. ↑  텔러가 가장 우려했던 반응은: 14
7N
 + 14
7N
 → 24
12Mg
 + 4
2He
 (알파 입자) + 17.7 MeV.[98]
6. ↑  오펜하이머는 텔레비전 다큐멘터리 The Decision to Drop the Bomb (1965)에서 이 말을 했다.[119] 오펜하이머는 원문을 산스크리트어로 읽었다. "kālo'smi lokakṣayakṛtpravṛddho lokānsamāhartumiha pravṛttaḥ" (XI,32),[120] 그는 이를 "나는 죽음이 되었으니, 세상의 파괴자이다"라고 번역했다. 문헌에서는 이 인용문이 주로 세상의 산산조각을 내는 자(shatterer of worlds) 형태로 나타나는데, 이는 1948년 11월 8일 타임지에서 처음 인쇄된 형태이기 때문이다.[121] 나중에 로버트 융크의 『천 개의 태양보다 밝은 빛: 원자 과학자들의 개인사』(1958)에 실렸는데,[122] 이는 오펜하이머와의 인터뷰를 바탕으로 했다. 히지야, 『로버트 오펜하이머의 기타』 참조[123]
7. ↑  남동쪽 구석의 작은 분화구는 이전에 108 TNT 톤 (450 GJ)로 실시된 시험 폭발로 인한 것이다.

## 참고 자료
- Alperovitz, Gar (1996). 《The Decision to Use the Atomic Bomb》. New York: Vintage. ISBN 0-679-76285-X.
- Angelo, Joseph A. (2004). 《Nuclear Technology》. Westport, Connecticut: Greenwood Press. ISBN 978-0-313-05907-0. OCLC 61253172.
- Bainbridge, Kenneth (May 1975). 《'All in Our Time' – A Foul and Awesome Display》. 《Bulletin of the Atomic Scientists》 31 (Educational Foundation for Nuclear Science). doi:10.1080/00963402.1975.11458241. ISSN 0096-3402. 2023년 9월 28일에 원본 문서에서 보존된 문서. 2010년 2월 10일에 확인함.
- Bainbridge, Kenneth (1976). 《Trinity》. Los Alamos: 로스앨러모스 국립연구소. OCLC 692261377. LA-6300-H. 2023년 9월 28일에 원본 문서에서 보존된 문서. 2019년 2월 1일에 확인함.
- Baker, Richard D.; Hecker, Siegfried S.; Harbur, Delbert R. (1983). 《Plutonium: A Wartime Nightmare but a Metallurgist's Dream》. 《Los Alamos Science》 (Los Alamos National Laboratory). 142–151쪽. ISSN 0273-7116. 2023년 9월 28일에 원본 문서 (PDF)에서 보존된 문서. 2010년 11월 22일에 확인함.
- Bethe, Hans A. (1991). 《The Road from Los Alamos》. New York: Simon and Schuster. ISBN 0-671-74012-1. OCLC 22661282.
- Bouville, André; Beck, Harold L; Thiessen, Kathleen M.; Hoffman; Potischman, Nancy; Simon, Steven L. (October 2020). 《The Methodology Used to Assess Doses from the First Nuclear Weapons Test (Trinity) to the Populations of New Mexico》. 《Health Physics》 119. 400–427쪽. Bibcode:2020HeaPh.119..400B. doi:10.1097/HP.0000000000001331. ISSN 0017-9078. PMC 7497484. PMID 32881739.
- Coster-Mullen, John (2012). 《Atom Bombs: The Top Secret Inside Story of Little Boy and Fat Man》. Waukesha, Wisconsin: J. Coster-Mullen. OCLC 298514167.
- Donne, John (1896). 《Poems of John Donne, Volume I》. London: Lawrence & Bullen. OCLC 314096074.
- Dvorak, Darrell F. (Winter 2013). 《The First Atomic Bomb Mission: Trinity B-29 Operations Three Weeks Before Hiroshima》. 《Air Power History》 60. 4–17쪽. ISSN 1044-016X.
- Feynman, Richard P. (1985).  Ralph Leighton, 편집. 《Surely You're Joking, Mr. Feynman!: Adventures of a Curious Character》. New York: W.W. Norton & Co. ISBN 0-393-01921-7. OCLC 10925248.
- Fraikor, Frederick J. (2021). 《Jumbo: The Secret Vessel Built to Hold an Atomic Bomb》. Amazon Digital Services LLC - Kdp. ISBN 979-8-5620-7794-3. OCLC 1315767481 – Amazon.com 경유.
- Groves, Leslie (1962). 《Now It Can Be Told: The Story of the Manhattan Project》. New York: Harper. OCLC 537684.
- Gutenberg, B. (1946). 《Interpretation of Records Obtained from the New Mexico Atomic Test, July 16, 1945》 (PDF). 《Bulletin of the Seismological Society of America》 36. 327–330쪽. doi:10.1785/BSSA0360040327. ISSN 0037-1106. 2019년 4월 12일에 원본 문서 (PDF)에서 보존된 문서. 2019년 2월 1일에 확인함.
- Hacker, Barton C. (1987). 《The Dragon's Tail: Radiation Safety in the Manhattan Project, 1942–1946》. Berkeley: University of California Press. ISBN 0-520-05852-6. OCLC 13794117.
- Hamming, Richard (1998). 《Mathematics on a Distant Planet》. 《아메리칸 매스매티컬 먼슬리》 105. 640–650쪽. doi:10.2307/2589247. ISSN 0002-9890. JSTOR 2589247.
- Hawkins, David; Truslow, Edith C.; Smith, Ralph Carlisle (1961). 《Manhattan District history, Project Y, the Los Alamos story》. Los Angeles: Tomash Publishers. ISBN 978-0-938228-08-0. OCLC 8846295. 2014년 2월 20일에 확인함. Originally published as Los Alamos Report LAMS-2532
- Hijiya, James A. (June 2000). 《The Gita of Robert Oppenheimer》 (PDF). 《Proceedings of the American Philosophical Society》 144. ISSN 0003-049X. 2013년 11월 26일에 원본 문서 (PDF)에서 보존된 문서. 2013년 12월 23일에 확인함.
- Hoddeson, Lillian; Henriksen, Paul W.; Meade, Roger A.; Westfall, Catherine L. (1993). 《Critical Assembly: A Technical History of Los Alamos During the Oppenheimer Years, 1943–1945》. New York: Cambridge University Press. ISBN 0-521-44132-3. OCLC 26764320.
- Jones, Vincent (1985). 《Manhattan: The Army and the Atomic Bomb》 (PDF). Washington, DC: United States Army Center of Military History. OCLC 10913875. 2013년 9월 28일에 원본 문서 (PDF)에서 보존된 문서. 2013년 8월 25일에 확인함.
- Jungk, Robert (1958). 《Brighter than a Thousand Suns: A Personal History of the Atomic Scientists》. New York: Harcourt Brace. OCLC 181321.
- Lamont, Lansing (1966) [1965]. 《Day of Trinity》. London: Hutchison. OCLC 749843408.
- Laurence, William Leonard (1946). 《Dawn Over Zero: The Story of the Atomic Bomb》. New York: A.A. Knopf. OCLC 4354887.
- Laurence, William Leonard (1970년 7월 11일). 《Now We Are All Sons-of-Bitches》. 《사이언스 뉴스》 98. 39–41쪽. doi:10.2307/3955694. ISSN 0036-8423. JSTOR 3955694.
- Monk, Ray (2012). 《Robert Oppenheimer: A Life Inside the Center》. New York; Toronto: Doubleday. ISBN 978-0-385-50407-2. OCLC 828190062.
- Norris, Robert S. (2002). 《Racing for the Bomb: General Leslie R. Groves, the Manhattan Project's Indispensable Man》. South Royalton, Vermont: Steerforth Press. ISBN 1-58642-039-9. OCLC 48544060.
- Parekh, P.P.; Semkow, T.M.; Torres, M.A.; Haines, D.K.; Cooper, J.M.; Rosenberg, P.M.; Kitto, M.E. (2006). 《Radioactivity in Trinitite six decades later》 (PDF). 《Journal of Environmental Radioactivity》 85. 103–120쪽. Bibcode:2006JEnvR..85..103P. CiteSeerX 10.1.1.494.5179. doi:10.1016/j.jenvrad.2005.01.017. ISSN 0265-931X. PMID 16102878. 2019년 4월 12일에 원본 문서 (PDF)에서 보존된 문서. 2019년 2월 1일에 확인함.
- Rhodes, Richard (1986). 《The Making of the Atomic Bomb》. New York: Simon & Schuster. ISBN 0-671-44133-7. OCLC 13793436.
- Sherwin, Martin (1987). 《A World Destroyed: Hiroshima and the Origins of the Arms Race》. New York: Vintage Books.
- Smyth, Henry DeWolf (1945). 《Atomic Energy for Military Purposes: the Official Report on the Development of the Atomic Bomb under the Auspices of the United States Government, 1940–1945》. Princeton: Princeton University Press. ISBN 978-0-8047-1721-2. OCLC 770285. 2021년 2월 17일에 원본 문서에서 보존된 문서. 2015년 10월 29일에 확인함.
- Sweeney, Michael S. (2001). 《Secrets of Victory: The Office of Censorship and the American Press and Radio in World War II》. Chapel Hill: University of North Carolina Press. ISBN 0-8078-2598-0. OCLC 44420454.
- Szasz, Ferenc Morton (1984). 《The Day the Sun Rose Twice: The Story of the Trinity Site Nuclear Explosion, July 16, 1945》. Albuquerque: UNM Press. ISBN 0-8263-0768-X. OCLC 10779209.
- Szasz, Ferenc Morton (1992). 《British Scientists and the Manhattan Project: the Los Alamos Years》. New York: St. Martin's Press. ISBN 978-0-312-06167-8. OCLC 23901666.
- Widner, Thomas (June 2009). 《Draft Report of the Los Alamos Historical Document Retrieval and Assessment (LAHDRA) Project》 (PDF). Washington, DC: 질병통제예방센터. OCLC 423402933. 2016년 3월 3일에 원본 문서 (PDF)에서 보존된 문서. 2014년 11월 9일에 확인함.